# HC Dynamo Pardubice
HC Dynamo Pardubice (celým názvem: HOCKEY CLUB DYNAMO PARDUBICE a.s.) je český klub ledního hokeje, který sídlí v Pardubicích v Pardubickém kraji. Založen byl v roce 1923 pod názvem LTC Pardubice. Svůj současný název nese od roku 2015; třicet let až do roku 1991 se klub jmenoval TJ Tesla Pardubice.
Pardubice získaly celkem šest národních mistrovských titulů, historicky první titul mistra Československa vybojovaly v sezóně 1972/73. Od sezony 1993/94 působí v Extralize, české nejvyšší soutěži ledního hokeje. Tuzemskou nejvyšší soutěž hrají nepřetržitě od roku 1950. Klubové barvy jsou červená a bílá. Tým HC Dynamo Pardubice hraje svoje domácí zápasy v Enteria Arena s kapacitou 10 194 diváků. Většinovým vlastníkem klubu je podnikatel Petr Dědek. Předsedou představenstva klubu je Ondřej Heřman.

## Týmové úspěchy
- Mistr ligy: 1972/1973, 1986/1987, 1988/1989, 2004/2005, 2009/2010, 2011/2012
- Vítěz základní části: 2002/2003, 2003/2004, 2022/2023, 2023/2024
- Pohár mistrů evropských zemí – 2. místo (1973/74, 1987/88)
- Spenglerův pohár – 2. místo (2023)
- Účast v Hokejové lize mistrů : 5x
- Generali Česká Cup – 2. místo (2020)
- Tipsport Hockey Cup – 1. místo (2007)

## Historie

### Počátky, založení klubu a účast v prvních oficiálních soutěžích (cca 1910–1945)

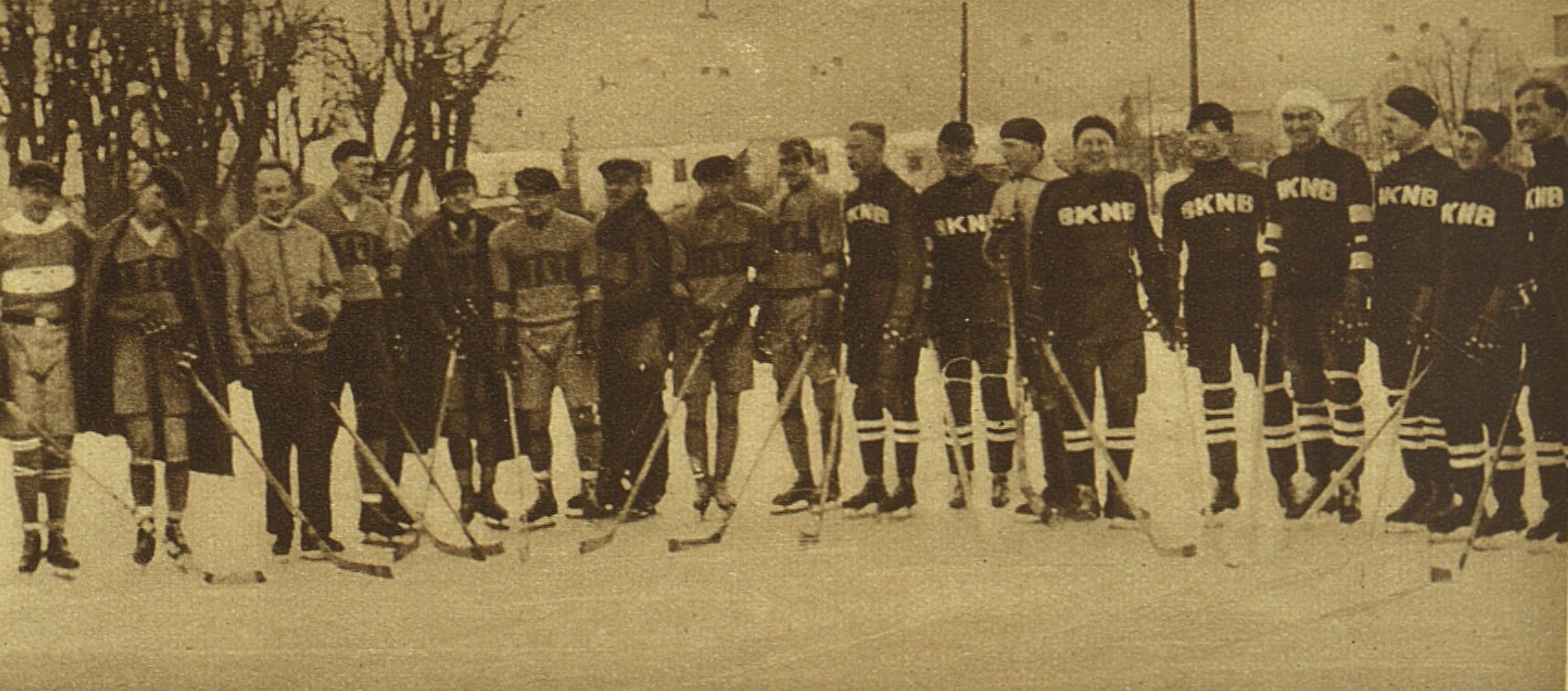
Finále východočeské župy BK Německý Brod – LTC Pardubice (leden 1933). Pardubičtí hokejisté stojí vlevo.

Samotné počátky hokeje v Pardubicích jsou spojeny s tzv. bandy hokejem, který se lednímu hokeji podobal jen velmi vzdáleně. První hokejové utkání v ledním hokeji se v Pardubicích na Matičním jezeře odehrálo již v roce 1913, kdy domácí soubor, jehož členem byl i Vilém Weiss, v utkání s hosty z Prahy divákům poprvé ukázali "kanadu". Právě učitel Weiss začátkem 20. let obnovil snahy o provozování ledního hokeje ve městě. Weiss s přáteli v roce 1923 přišli s nápadem užívat v zimě kurty tenisového klubu LTC Pardubice jako hřiště pro lední hokej, založit hokejový odbor v rámci LTC a hrát hokej organizovaně. V roce 1929 byla opět pod vedením Weisse založena východočeská župa, a od počátku 30. let tak začaly hokejové Pardubice hrát první oficiální soutěž, což přineslo zvýšení zájmu o hokej mezi pardubickou veřejností. Pardubice si vybojovaly právo účasti již ve druhém ročníku první ligy v zimě 1937–1938, ale vstřelily jediný gól a nezískaly žádný bod.

### Otevření zimního stadionu, postup a trvalé usazení v nejvyšší soutěži (1945–1970)
Téměř hned po válce, roce 1947, se hokej v Pardubicích dočkal zásadního předpokladu pro svůj rozkvět, stavby a otevření zimního stadionu, tehdy ještě nezastřešeného. Dalším krokem byla fúze místních družstev LTC a Rapidu do jednoho celku v roce 1949. Nové mužstvo hrálo pod názvem Sokol Pardubice a hned ve své první sezoně postoupilo do nejvyšší soutěže, kterou však začalo hrát pod jménem Slavia. V prvních letech hrály Pardubice, od roku 1953 poprvé pod názvem Dynamo, v druhé polovině tabulky. V 50. letech v Pardubicích nastartovali svoji kariéru budoucí reprezentační borci jako útočník Bronislav Danda a brankář Vladimír Nadrchal, oba se však národního dresu dočkali až po přestupu do Rudé hvězdy Brno. Kariéru v Pardubicích obnovil Vladimír Kobranov. Do horní poloviny tabulky se poprvé Pardubice propracovaly v sezoně 1959/1960, zastřešení a celkovou dostavbu stadionu oslavily třetím místem. Zároveň klub spojil svou budoucnost pro dalších třicet let s podnikem Tesla, podle něhož se také přejmenoval. V dalších ročnících se klub pohyboval obvykle kolem poloviny tabulky bez výraznějších starostí o záchranu. Do reprezentačního dresu se na mistrovstvích světa a zimních olympijských hrách v první polovině 60. let oblékal útočník Jiří Dolana a během celého desetiletí se v něm objevoval Stanislav Prýl. V roce 1965 byl Zdeněk Špaček nejlepším střelcem ligy se 33 brankami. Konec tohoto desetiletí již patřil nastupujícímu mládí pod vedením trenéra Horymíra Sekery. Předznamenali to starší dorostenci, kteří se stali přeborníky v roce 1967. Do juniorského a posléze i seniorského týmu záhy pronikla útočná trojice Bohuslav Šťastný, Jiří Novák a Vladimír Martinec. Křídla tohoto útoku se stala na domácím šampionátu v Praze v roce 1972 mistry světa. Pravidelným reprezentantem se stal také útočník Josef Paleček.

### Úspěšná 70. a 80. léta korunovaná třemi tituly a nesnadný vstup do nové doby (1970–1996)
Pardubický tým čekal na svou velkou chvíli do roku 1973, kdy nejprve vyhrál základní část, potom následné play off a tím tedy i první titul mistra ligy. Martinec byl nejlepším nahrávačem ligy se 23 asistencemi a získal první Zlatou hokejku. O rok později v Poháru mistrů evropských zemí zastavil Pardubice až ve finále CSKA Moskva. Na domácí scéně se tým držel mezi nejlepšími po titulu ještě tři sezony. Brankář Jiří Crha v té době reprezentoval na několika vrcholných turnajích v pozici druhého gólmana, ale na rozdíl od kolegů v útoku se žádné zlaté medaile nedočkal a nakonec i emigroval, aby si jako první Čech zachytal v NHL. V dalších letech se více dařilo individualitám než týmu jako celku. Přišly další tituly mistra světa pro výše zmiňované útočné trio, Martinec se k tomu v roce 1976 stal díky 28 asistencím opět nejlepším nahrávačem ligy a v anketě Zlatá hokejka zvítězil od poloviny 70. let ještě třikrát. V roce 1979 si Martinec se 42 brankami dokonce vystřílel pozici ligového krále střelců, ale to již tým jako celek na jistou dobu vyklidil čelné pozice v tabulce. Příslibem se opět stalo mládí, když se starší dorostenci stali přeborníky v letech 1978 a pak třikrát v období 1981–1983.
Od roku 1982 začal i opětovný vzestup seniorského mužstva. Do týmu byli postupně zapracováni již tehdy zářící brankářská hvězda Dominik Hašek, obránce František Musil, či útočníci Otakar Janecký a Jiří Šejba. Musil a Šejba získali v roce 1985 titul mistrů světa, ale tehdy oblékali dres Dukly Jihlava. Musil emigroval do NHL, ale Šejba, který závěrečný duel mistrovství světa rozhodl hattrickem, se z vojny vrátil do Pardubic právě včas, aby s ostatními mohl v letech 1987 a 1989 oslavit titul mistra ligy. V obou mistrovských sezónách byl Zlatou hokejkou oceněn příspěvek Haška, který byl jasnou reprezentační jedničkou. V celkově třetí mistrovské pardubické sezóně se nejlepším nahrávačem ligy stal Janecký se 41 přihrávkou a ocenění pro nejlepšího trenéra připadlo Martincovi. Na druhém z titulů z 80. let se podílel už i další objev, útočník Ladislav Lubina, který se v roce 1991 stal se 41 gólem i nejlepším střelcem ligové soutěže. S počátkem 90. let ale přišel z hlediska konečných umístění velký výkyv směrem dolů. Stejně jako celá společnost se hokej v Pardubicích musel vyrovnat s novými podmínkami. Řada pardubických hráčů v čele s Haškem nebo Janeckým odešla do zahraničí a klub musel začít fungovat jako samostatný celek v nové ekonomické realitě. Podnik Tesla, pod který mužstvo spadalo, totiž po roce 1990 rychle směřoval ke krachu a v roce 1991 zmizel i z názvu klubu.
Po poněkud turbulentním začátku 90. let se zdálo, že do prvního ročníku samostatné české soutěže vstupoval klub poměrně stabilizovaný. Mnozí hráči z něj již nasbírali potřebné zkušenosti a mohli nahradit dřívější opory. Platilo to především o brankáři Radovanu Bieglovi, který byl vyhlášen nejlepším brankářem ročníku a útočníkovi Richardu Královi, který se stal nejlepším střelcem soutěže. Rázně do dospělého hokeje vstoupili i sotva osmnáctiletý nejlepší nováček extraligy Milan Hejduk nebo útočník Tomáš Blažek. Oblíbencem publika se stal David Pospíšil. Po špatném začátku se mužstvo výrazně zvedlo a dokráčelo až do ligového finále, kde sužováno zraněními podlehlo Olomouci. Stříbro pro Pardubice získal trenér Marek Sýkora, který byl posléze vyhlášen nejlepším trenérem sezony a který nebyl v městě perníku doma, což bylo v místních podmínkách něco zcela nezvyklého. Po druhém místě přišel ovšem na dva roky opět úpadek, který vyvrcholil nutností obhajovat v roce 1996 extraligovou příslušnost v baráži. Klub mezitím opustilo několik opor v čele s Richardem Králem.

### Éra Zbyňka Kusého: rekonstrukce stadionu, tři tituly, dvě stříbra a jeden bronz (1996–2012)
Po barážové záchraně došlo v klubu ke změnám. Do čela klubu povýšil Zbyněk Kusý, který časem získal post generálního manažera. V řídících orgánech klubu začal také působit bývalý hokejista Pardubic a podnikatel Ondřej Heřman, který s Kusým vytvořil duo šéfů klubu. Dalším důležitým člověkem byl Miloš Říha. Mladý a ambiciózní trenér přišel do Pardubic z Přerova. Klub tehdy fungoval v ekonomicky střídmých podmínkách a na stárnoucím zimním stadionu. Disponoval však mladým, talentovaným kádrem a šéf klubu Kusý, který už rozvíjel funkcionářskou kariéru i na reprezentační a svazové úrovni, měl talent na výběr hráčů, kterými dokázal nahrazovat hráče, kteří odcházeli za lepšími nabídkami ke konkurenci. Trenér Říha hned ve své první pardubické sezoně zaznamenal s podceňovaným týmem, který byl před sezonou tipován na boj o záchranu, nečekaný úspěch v podobě postupu do semifinále extraligy, kdy v semifinále jeho tým jako jediný dokázal aspoň v jednom zápase porazit dominantní Vsetín.
V dalších dvou sezonách sice Říha s mužstvem postup do semifinále zopakovat nedokázal, ale přesto ve skromných podmínkách vždy s klubem proklouzl do playoff, kde však vždy vypadl se silnějším soupeřem hned ve čtvrtfinále. První Říhovo angažmá v Pardubicích je však spojeno i s postupně narůstající návštěvností domácích zápasů klubu, která v první polovině 90. let klesala. Důležité kroky činil management i v zákulisí. Za symbolickou částku prodal zimní stadion městu, které později po přeměně klubu na akciovou společnost do klubu majoritně vstoupilo. Zároveň GM Kusý využil svých kontaktů a dokázal získat pro Pardubice pořadatelství MS juniorů na přelomu let 2001 a 2002. Zásadní podmínkou byla rekonstrukce stávajícího zimního stadionu. Město Pardubice přestavbu schválilo, a tak v Pardubicích proběhla první generální přestavba zimního stadionu v extralize v novodobé éře.
Miloš Říha po třech sezonách Pardubice opustil a odešel za novou výzvou do ambiciózních Karlových Varů. Po krátkém působení Milana Chalupy se stal trenérem Josef Paleček, za jehož působení se klub postupně posunul do horních pater tabulky. Do klubu se v roce 2000 vrátil úspěšný odchovanec Otakar Janecký, který se stal kapitánem. Ihned zafungovala jeho spolupráce s mladým střelcem Petrem Sýkorou, který tak zaznamenal střelecký průlom ve své kariéře a stal se s 26 góly nejlepším střelcem ročníku 2000/2001. Stejně tak výkonnostně vyrostl brankář Adam Svoboda, který pod vedením trenéra Palečka nastartoval úspěšnou kariéru. V produktivitě týmu významně přispělo i duo Tomáš Blažek a Ladislav Lubina, který se vrátil v roce 1999 z angažmá v Třinci. V sezoně 2000/2001 se klub poprvé po řadě let dostal do horních pater tabulky a skončil po základní části třetí. V playoff, do kterého mužstvo poprvé vstoupilo v roli favorita, však vypadlo hned ve čtvrtfinále. Vítkovicím podlehlo v poměru 3:4 na zápasy a zápas skončil po uplynutí hrací doby incidentem, při kterém obránce Aleš Píša strčil do rozhodčího a kapitán Janecký v televizním rozhovoru po zápase slovně na rozhodčí zaútočil, čímž zadal podnět k vzniku dodnes platného pravidla o zákazu hodnocení výkonu rozhodčích v den zápasu jeho aktéry. Aleš Píša na základě incidentu přišel o MS, dostal vysoký zápasový distanc a podepsal smlouvu v NHL. Píšu nahradil další odchovanec Michal Sýkora, který se naopak z Ameriky do mateřského klubu vrátil. Do dospělého hokeje také nakoukly pozdější opory klubu a budoucí reprezentanti útočníci Petr Průcha, Petr Koukal a Jan Kolář. Mezitím také začala rekonstrukce zimního stadionu, takže na začátku sezony 2001/2002 hrál domácí zápasy v sousedním Hradci Králové. Na výsledcích to nemělo negativní vliv. Koncem roku se mužstvo vrátilo do zrekonstruované domácí arény. Sezona, ve které klub opět skončil na třetím místě po základní části, však skončila hořkým zklamáním v podobě vyřazení pardubického týmu ve čtvrtfinále trenérem Vladimírem Růžičkou vedenou pražskou Slavií, která byla považována za outsidera série. Na základě vyhrocené série, kterou Pardubice ztratily v poměru 2:4 na zápasy, mezi kluby vznikla rivalita. Pardubice podruhé nepotvrdily úlohu favorita v playoff a celkově páté vypadnutí ve čtvrtfinále za sebou přineslo klubu mediální obraz klubu se čtvrtfinálovým komplexem.
Před novou sezonou ambiciózní manažer Kusý provedl změnu na postu trenéra. Do Pardubic se vrátil Miloš Říha, jehož úkolem bylo přejít s kvalitním týmem přes čtvrtfinálovou překážku. Klub získal z Ameriky se vracejícího útočníka Tomáše Divíška, který nahradil v úderném duu s Petrem Sýkorou stárnoucího kapitána Janeckého. Významnou šanci dal Říha útoku mladíků Průcha, Koukal a Kolář, který se stal důležitou součástí týmu. V průběhu sezony posílil klub i zkušený obránce Libor Zábranský a mezi opory se zařadil odchovanec Petr Čáslava. Sportovní průběh sezony byl v základní části zcela bezproblémový a vyústil v suverénní vítězství v základní části. Ve čtvrtfinále klub zlomil dosavadní prokletí a přes Znojmo v poměru 4:2 na zápasy postoupil dál. V semifinále si pardubické mužstvo poradilo s Třincem opět 4:2 na zápasy a ve finále vyzvalo Slavii Praha. Průběh série ještě zvýraznil vzájemnou rivalitu. Pardubice sice vyhrály první domácí zápas, ale Slavia reagovala třemi výhrami. Pardubičtí však v průběhu pátého zápasu, kdy opět prohrávali, povstali a dvěma výhrami si vynutili domácí sedmý zápas, kdy chtěli ukončit dlouhé čekání na čtvrtý titul mistra v historii klubu. Slavia však jediným gólem sedmý zápas vyhrála a z premiérového titulu se radovali Pražané.
Předchozí sezona přes zklamání ve finále byla úspěšná, tým zůstal pohromadě a management klubu plánoval druhý útok na mistrovský titul. Do klubu proto přivedl šestinásobného mistra republiky a reprezentačního centra Jiřího Dopitu. Mužstvo podobně jako v předchozí sezoně dominovalo v základní části. Jenže v jejím závěru došlo k určitému výkonnostnímu poklesu. Po sezoně trenér Miloš Říha potvrdil, že v týmu nabitém osobnostmi docházelo k určitým pnutím. Sám Říha měl spor s bývalým kapitánem Janeckým, kompromisním kapitánem byl Michal Sýkora, Janecký už totiž ztratil herní prostor a výkonnost. Do playoff vstoupil klub v úloze jasného favorita na titul. Ve čtvrtfinále narazil na Plzeň. Pardubičtí však byli překvapení odporem soupeře a mužstvo postupně ztratilo sebevědomí, což doložil sedmý rozhodující domácí zápas, který favorit ztratil 1:5. Sezona bohatého a ambiciózního klubu skončila velkým rozčarováním.
Na neúspěch z předchozí sezony zareagovalo vedení klubu v čele s GM Kusým několika změnami. U týmu skončil Miloš Říha, jemuž nebyla prodloužena smlouva. Novou nabídku smlouvy také nedostal veterán Janecký. Klub zároveň vyjednal s oporami týmu snížení platu. V klubu naopak zůstal Dopita, jenž se stal kapitánem. Kusý se rozhodl udělat zásadní změnu v brankovišti. Přes platný kontrakt dostal Adam Svoboda možnost odejít na zahraniční angažmá a Kusý angažoval slovenského reprezentanta Jána Lašáka. Novým trenérem se stal František Výborný a jeho asistentem Jiří Šejba. Před sezonou nebo těsně po jejím začátku mužstvo ztratilo obránce L. Zábranského a M. Sýkoru, oba museli ukončit ze zdravotních důvodů. Přípravu sezony ovlivnila i výluka v NHL, která se nakonec protáhla na celý ročník. Klub díky tomu angažoval své tři odchovance Jana Bulise, Milana Hejduka a Aleše Hemského. Prázdná místa v obraně obsadily posily z české ligy Jan Snopek a David Havíř. V průběhu sezony navíc GM Kusý angažoval do obrany ještě dalšího hráče z NHL Michala Rozsívala. Začátek soutěže mužstvu hrubě nevyšel, na což rezignací reagoval trenér Výborný, jehož nahradila klubová legenda Vladimír Martinec, jehož asistentem zůstal J. Šejba. Pod jejich vedením postupně klub stoupal tabulkou. Martinec sestavil nové složení útoků v čele s triem Jan Bulis, Michal Mikeska a Milan Hejduk, které ohromilo tím, že obsadilo první tři příčky v celkové produktivitě základní části soutěže. Do playoff tým vstoupil z třetího místa, ale proti Kladnu ztratil dvouzápasový náskok a soupeř si vynutil sedmý zápas v Pardubicích, který však domácí dokázali ovládnout a postoupit do semifinále proti Liberci. Semifinále Pardubičtí zvládli v poměru 4:1 a ve finále za významné pomoci útočného tria Hemský, Koukal, Průcha dokázali v nejkratším termínu čtyř zápasů porazit Zlín. Pardubice tak po 16 letech získaly čtvrtý titul mistra republiky ve své historii.
Po významném úspěchu přišly v nové sezoně starosti. Velká část opor týmu odešla. Někteří se vrátili do NHL, Petr Sýkora s Petrem Průchou tam odešli nově. Do Znojma odešel kapitán Dopita. Klub alespoň udržel brankáře Lašáka a nejproduktivnějšího hráče minulého ročníku extraligy Mikesku, který však toužil po odchodu a bez hvězdných spoluhráčů se jeho produktivita snížila. Výraznější šance v nové sezoně se chopil další odchovanec Tomáš Rolinek, který vystřelil svými výkony do reprezentace. Oslabený obhájce titulu se v sezoně ale spíše trápil a nepomohl ani návrat kanonýra Sýkory z krátkého angažmá v NHL. Výsledkem byla první absence v playoff za deset let, mužstvo skončilo deváté. V průběhu sezony u týmu skončil trenér V. Martinec. Do zahraničí po sezoně odešel M. Mikeska.
Před sezonou 2006/2007 se rozhodlo vedení klubu napravit loňský neúspěch. Do Pardubic se podruhé vrátil Miloš Říha, který tak zahájil své třetí východočeské angažmá. GM Kusý tým posílil např. o obránce Aleše Píšu, Martina Čecha a útočníka Libora Pivka. Novou smlouvu klub uzavřel s brankářskou jedničkou Lašákem. V průběhu sezony též dorazil ze Znojma centr Peter Pucher. Ve výkonnostním růstu navíc pokračovali reprezentanti T. Rolinek a P. Čáslava a mužstvo napravilo minulou sezonu. V základní části skončilo druhé. Nejlepším střelcem soutěže se stal Petr Sýkora s 37 brankami. Do playoff vstoupilo komplikovanou sérii proti Znojmu, kdy Pardubice ztratily náskok tří zápasů. V sedmém zápase přece jen potvrdily úlohu favorita. V semifinále vyzvali Pardubičtí České Budějovice a postoupili do finále poměrem 4:1 na zápasy. V něm se pardubický tým utkal s obhájcem titulu Spartou, která však vyhrála oba první zápasy v Pardubicích a už si náskok nenechala vzít a poměrem 4:2 obhájila titul.
Po finálové účasti z předchozí sezony se klubu podařilo udržet většinu opor s výjimkou reprezentanta Petra Čáslavy, navíc se ještě posílil o beka Martina Richtera a útočníka Radovana Somíka. Do průběhu sezony zasáhly dvě události. Plánované rozšíření haly, kvůli němuž Pardubice vstupovaly do soutěže dlouhou sérií zápasů venku a tragické úmrtí obránce Martina Čecha při autonehodě těsně před začátkem sezony. Výsledkem byla první skutečně nepovedená sezona za řadu let s umístěním mimo desítku nejlepších. Mužstvo marně dohánělo ztrátu ze začátku a nepostoupilo do playoff. V průběhu sezony klub propustil Miloše Říhu a řešil problémy s obráncem M. Richterem, který přes dlouholetý kontrakt chtěl klub opustit a klub zároveň nebyl spokojen s jeho výkony. V druhé části sezony jako hlavní trenér vedl Pardubice Jiří Šejba s asistentem Ladislavem Lubinou. Do ruské ligy odešel během sezony Aleš Píša. Pardubice nakonec hrály playout, kde obehrávaly část mladých hráčů a celkově skončily dvanácté.
Cílem vedení klubu byl návrat do vyšších pater tabulky. Klub sice opustili T. Rolinek a P. Sýkora, ale na jednu sezonu se ze zahraničí vrátil reprezentant Petr Čáslava. Trenérem se stal Václav Sýkora. Ten i díky zhoršeným finančním možnostem dal velkou šanci Petru Koukalovi, Janu Kolářovi a Janu Starému. Do klubu se vrátil i Aleš Píša. Starty sbírali také mladíci Jakub Nakládal, obránce Jan Kolář, Daniel Rákos, či Robert Kousal s Janem Buchtelem. Mužstvo předvádělo až nečekaně dobrý hokej a po základní části skončilo druhé a čekalo na soupeře z předkola playoff. Tím se stala Plzeň. Série se opět protáhla na sedm zápasů a opět ji lépe zvládla Plzeň, která gólem Martina Adamského v tehdy rekordně dlouhém prodloužení postoupila do semifinále. V klubu však nastaly důležité nehokejové změny. Po nástupu ekonomické krize a neschopnosti platit závazky z dostavby haly z roku 2007, se klub dostal do finančních potíží, které město Pardubice jako majoritní vlastník řešilo prodejem většinového podílu v klubu podnikateli Romanu Šmidberskému. Ten dokázal klub stabilizovat, avšak do budoucna mezi ním a městem Pardubice docházelo k třenicím, především kvůli výši nájmu v aréně.
Nová sezona přinesla pardubickým fanouškům přestupovou bombu. Roční kontrakt s klubem podepsal brankář Dominik Hašek, který se ve 44 letech vrátil k hokeji v mateřském klubu. Ján Lašák si i přes platný kontrakt hledal nové angažmá v zahraničí. Do klubu se na jednu sezonu vrátil i kanonýr Petr Sýkora a nově dorazili i bek Václav Kočí a útočník Rastislav Špirko. Důležité bylo také to, že výkonnostně vyrostli mladí hráči, kteří postupně převzali více odpovědnosti za výsledky. Na střídačce pokračoval Václav Sýkora. I přes podzimní Haškovo zranění, kterého velmi dobře zastoupil Martin Růžička, sezona probíhala dobře. Klub se držel v horních patrech tabulky a Hašek po návratu z marodky postupně zvyšoval svoji výkonnost. Manažer Kusý se v průběhu sezony rozhodl přivést několik posil ze Severní Ameriky, mezi nimiž vynikli obránce Jillson a útočník Pineault, který se stal miláčkem fanoušků. Pardubické mužstvo skončilo po základní části třetí. V playoff vytvořily Pardubice rekord extraligy, když vyhrály 12 zápasů v řadě. Jedinou prohru mužstvo zaznamenalo hned v prvním zápase doma s Třincem. Postupně tedy vyřadilo Třinec 4:1, Liberec 4:0 a ve finále smetlo Vítkovice opět 4:0 na zápasy. Rozhodující gól sezony vstřelil ve Vítkovicích v prodloužení Radovan Somík. Klub tak oslavil svůj pátý titul. Kapitánem týmu se v průběhu podzimu stal útočník Petr Koukal.
Po mistrovské radosti klub utrpěl několik ztrát. Do Spartaku Moskva odešel Dominik Hašek a překvapivě skončil i trenér Václav Sýkora, který taktéž zamířil do KHL. Do HC Davos se vrátil kanonýr Petr Sýkora. Řada hráčů mistrovského týmu však zůstala. Mužstvo posílil brankář Adam Svoboda a klub udržel kapitána Koukala i jeho křídlo J. Koláře. Také americké opory z předchozí sezony Jeff Jillson a Adam Pineault zůstali. GM Kusý získal nově beky F. Kaberleho a Branislava Mezeie. Náhradou za odcházejícího Sýkoru se stal Martin Bartek, který dokázal svého předchůdce gólově nahradit. Na pardubickou střídačku se postavil Josef Jandač, kterého v průběhu sezony doplnil Pavel Hynek. Pomistrovská sezona probíhala poněkud zvláštně. Tým vyhrával spíše venku, doma namlsané fanoušky neoslnil. Velkou událostí sezony bylo uspořádání Open Air Game, prvního extraligového zápasu pod širým nebem, ve kterém se na plochodrážním stadionu ve Svítkově před 17 140 diváky střetly domácí Pardubice s brněnskou Kometou. Do playoff se z pátého místa mužstvo pohodlně probojovalo. Ve čtvrtfinále vyzvaly Pardubice Zlín a prodloužily svoji sérii výher na 16, když Zlín smetly 4:0 na zápasy. V semifinále však Pardubičtí narazili na Vítkovice, se kterými už dokázaly uhrát jen jeden vítězný zápas. Z pohledu fanoušků poněkud rozpačitá sezona skončila cenným bronzem.
Po bronzové sezoně několik hráčů klub opustilo, avšak sílu mužstva to možná poněkud překvapivě neoslabilo. GM Kusému se podařilo udržet střelce M. Barteka a do obrany přivedl Vladimíra Sičáka a nového Američana Caseyho Borera. Důležitou posilou se stal i bek Václav Benák. Trenér J. Jandač využil nabídku Sparty a po určitém váhání klub jmenoval hlavním trenérem dosavadního asistenta Pavla Hynka, jemuž asistenta přišel dělat L. Lubina. Průběh základní části byl dobrý a mužstvo překonalo i podzimní krizi s marodkou, kdy několik zápasů odehrálo na tři formace. Mužstvo nakonec proklouzlo na třetí místo po základní části. V playoff se střetlo v odvetě za předchozí sezonu s Vítkovicemi. Ve vypjatém rozhodujícím sedmém zápase v Pardubicích vyrovnávali Pardubičtí gólem M. Barteka v poslední minutě a hned na začátku prodloužení o postupu Pardubic do semifinále rozhodl D. Rákos, V semifinále mužstvo potkalo svého "tradičního" semifinálového soupeře z Liberce a přešlo přes něj poměrem 4:2 na zápasy. Ve finále pak pardubický tým přetlačil stejným poměrem Kometu Brno, když dva zápasy vyhrál v nájezdech. Šestým titulem mistra republiky pardubický hokejový klub zakončil svoje nejúspěšnější historické období, které korunovaly tři zlaté medaile v průběhu osmi ročníků.

### Odchod Kusého, rychlý úpadek a opakovaný boj o záchranu v extralize (2012–2020)
Těsně po zisku mistrovského titulu byl většinovým majitelem klubu Romanem Šmidberským pro veřejnost velmi překvapivě odvolán dlouholetý generální manažer klubu Zbyněk Kusý. Ani jedna ze stran konkrétní důvody Kusého konce nespecifikovala. Šmidberský okamžitě na Kusého pozici jmenoval Ondřeje Šebka. Ten už v minulosti v managementu klubu jako obchodní manažer působil. Sportovním manažerem byl jmenován Petr Hemský. Šebek po svém nástupu ohlásil ambiciózní cíle hlavně v oblasti marketingu a zachování sportovní úspěšnosti mužstva. Po sportovní stránce se klub musel vyrovnat se ztrátou opor týmu, které měly velkou zásluhu na dosavadních úspěších. Odchozího kapitána Petra Koukala a nejlepšího klubového střelce předchozí sezony Jana Koláře sportovní manažer Hemský nahradil Pavlem Brendlem a kanadským útočníkem Krisem Beechem. Obě nákladné posily však neuspěly a z klubu postupně odešly. Obhájci titulu sezona nevycházela podle představ, což nové vedení vyprovokovalo k řadě změn. Využilo výluky v NHL a angažovalo hvězdné útočníky Aleše Hemského, Davida Krejčího a do obrany získalo Jakuba Kindla. I přes okamžitou pomoc obou útočníků však výsledky týmu zůstávaly nevyrovnané a sportovní manažer Hemský se odhodlal k odvolání trenéra Pavla Hynka, na jehož místo byl angažován bývalý trenér Vítkovic Mojmír Trličík, který s Pardubicemi uzavřel dlouholetý kontrakt. Výsledky týmu přesto dále stagnovaly a klubu reálně hrozilo, že se nedostane do playoff. Klub navíc opustily dočasné posily z NHL. V lednu tak byl odvolán trenér Trličík a na jeho místo nastoupil Miloš Říha st., pro nějž to znamenalo čtvrté působení v klubu. Do týmu se vrátil ze zahraničí Tomáš Rolinek. Mužstvo pod vedením nového trenéra se výsledkově zvedlo a v závěru základní části se nakonec probojovalo na 10. místo a tím i do předkola playoff. V něm však Pardubice narazily na Rytíře Kladno, se kterými prohrály 2:3 na zápasy a sezona pro klub skončila neúspěchem.
Sportovní neúspěch předchozí sezony vyústil v neúspěch ekonomický. Klub zaznamenal značnou ekonomickou ztrátu, kterou se majoritní majitel Šmidberský snažil řešit se zástupci města Pardubice, které bylo v dané době minoritním akcionářem hokejového klubu. V klubu přes neúspěch a nenaplnění svých cílů zůstal GM Šebek. Klub však opustil trenér Miloš Říha, který chtěl trénovat v zahraničí a sportovní manažer Petr Hemský. Hlavním trenérem se stal Zdeněk Venera a post sportovního manažera zůstal neobsazen. Fanoušky byla záporně vnímána roztržka vedení klubu s Tomášem Rolinkem, jenž následně odešel do Sparty Praha. Klub uváděl jako důvod finanční nároky hráče, jež nedokázal uspokojit. Do Sparty odešel také útočník Jan Buchtele. Do týmu přišly dvě zvučné posily z HC Davos Petr Sýkora a Josef Marha. Zatímco Sýkora dokázal gólově navázat na své předchozí pardubické angažmá, veterán Marha neuspěl a z klubu později odešel. Výkonnostní vzestup však zaznamenali domácí mladí hráči Tomáš Nosek, Tomáš Zohorna a Lukáš Radil a také slovenský útočník Radoslav Tybor. V průběhu sezony navíc přišel slovenský brankář Julius Hudáček, který nahradil Martina Růžičku. Návrat po sezoně v KHL a vážném zranění učinil i útočník Jan Kolář, který však už na své předchozí výkony navázat nedokázal. Sezona sportovně proběhla bez velkých zvratů ve středu tabulky. Čelo tabulky však zůstalo pro tým vzdálené a přímo do playoff nepostoupil. Mužstvo však uspělo v předkole playoff v poměru 3-2 na zápasy proti Slavii, kterou tak v playoff vyřadilo vůbec poprvé. Ve čtvrtfinále byli soupeřem Pardubic Oceláři Třinec, kteří po prvním prohraném zápase čtyřmi výhrami v řadě pardubickou sezonu ukončili. GM Šebek, který značně ustoupil od svých v roce 2012 deklarovaných cílů, neoznačil sezonu ani jako úspěšnou, avšak ani jako neúspěšnou. Blahosklonně též přijal účast nového klubu Mountfield HK. který hned skončil v tabulce před Pardubicemi, v extralize s tím, že přítomnost nového extraligového klubu v regionu pardubickému klubu nijak neuškodí. V průběhu sezony se též projevila averze fanoušků vůči majiteli klubu Šmidberskému a nepopulárnímu GM Šebkovi, jejímž důvodem byl viditelný ústup mužstva z předních příček.
Před novou sezonou se v klubu neudálo příliš mnoho změn. Kariéru ukončil brankář Dušan Salfický, který byl okamžitě bez jakýchkoli manažerských zkušeností jmenován sportovním manažerem. Z klubu z opor odešli brankář Hudáček a Tomáš Nosek. Klub na jejich místa angažoval brankáře Roberta Kristana a útočníka Tomáše Marcinka. Hlavní posilou byl však návrat reprezentačního obránce Petra Čáslavy z KHL. Sezona ze sportovního hlediska probíhala podobně jako minulá, tým se držel ve středu tabulky a atakoval 6. místo a tím přímý postup do playoff. Avšak v průběhu sezony se dostavila výsledková krize. Dosavadní trenér Venera nabídl klubu rezignaci, kterou SM Salfický přijal. Na místo trenéra byl popáté v historii klubu jmenován Miloš Říha st., jenž dostal za úkol zastavit výsledkový propad klubu. To se mu zdařilo jen krátkodobě a pardubický tým zaznamenal další sérii proher, díky níž ztratil šanci na přímý postup do playoff a navíc do předkola playoff proti Vítkovicím nevstupoval v dobré pohodě a pod silnou kritikou svých fanoušků. Přesto došlo k určitému vzestupu a tým porazil po úvodním debaklu 2:8 třemi vyhranými zápasy v řadě Vítkovice a postoupil do čtvrtfinále, kde však hladce podlehl pozdějšímu mistru HC Verva Litvínov v poměru 1:4 na zápasy.
Po předchozí sezoně došlo v klubu k významným změnám, které neblaze ovlivnily další jeho fungování. Klub se přejmenoval na HC Dynamo, což bylo GM Šebkem prezentováno jako pozitivní krok, ale později se ukázalo, že to byl důsledek celkově snižující se přízně sponzorů, včetně dosavadního titulárního partnera klubu. Po předchozí sezoně v klubu skončil kvůli oboustrannému nezájmu trenér Miloš Říha st.. Toho překvapivě nahradil jeho syn a v předchozí sezoně také asistent Miloš Říha ml. V týmu provedl SM Salfický generační obměnu a tým výrazně změnil svoje složení. Vrátil se sice Tomáš Rolinek, ale klub ztratil několik opor (Tomáš Zohorna, Lukáš Radil), které už nedokázal nahradit. Manažer Salfický přišel s novou koncepcí širokého kádru a farmářského klubu v nižší soutěži, což mělo zajistit vyšší konkurenci. Z řady uskutečněných přestupů se Salfickému zdařil snad jen příchod talentovaného útočníka Davida Tomáška. Jinak do klubu dorazila řada průměrných a podprůměrných levných hokejistů často ze zahraničí. I přes výrazné oslabení však vedení klubu neočekávaně vyhlásilo ústy SM Salfického útok na medaili. Od samého počátku se sezona nevyvíjela dobře, což vyústilo v říjnu v jak odvolání trenéra Říhy ml., tak i neúspěšného generálního manažera Ondřeje Šebka. Na jeho místo majitel klubu Šmidberský nečekaně jmenoval mládežnického trenéra a v té době i manažera mládeže Pavla Rohlíka. Ten ponechal ve funkci sportovního manažera Salfického a novým trenérem jmenoval dosavadního trenéra pardubické juniorky Richarda Krále s úkolem zvednout klub ze suterénu extraligy a dostat ho na pozice playoff. Trvalejší efekt to však na výsledcích týmu nemělo a klub zůstával v dolní části tabulky, kdy se musel nově orientovat spíše na cíl vyhnutí se baráži o extraligu. Proto vedení klubu udělalo další trenérskou změnu. GM Rohlík angažoval v lednu německého trenéra Petera Draisaitla, který podepsal v klubu dlouholetý kontrakt. Hlavním cílem měl být pokus vytáhnout Pardubice přece jen do předkola playoff, což se však nezdařilo. GM Rohlík zároveň učinil několik změn v managementu klubu i v hráčském kádru. Postupem času se rozpadl tandem, který vytvořil se SM Salfickým, jehož předsezónní cíle zůstaly zcela nenaplněny. Pardubice se nakonec v sezoně na poslední chvíli vyhnuly baráží a tedy přímým bojům o záchranu v extralize.
Klub si předchozí sezonu vyhodnotil jako neúspěšnou a pokusil se podniknout kroky na nápravu. Ovšem nadále neměl generálního sponzora a zákulisní informace hovořily o tom, že majoritní majitel Šmidberský hledá zájemce o svůj balík akcií. V klubu skončil SM Salfický a jeho funkci fakticky převzal GM Rohlík, který tak začal skládat tým pro novou sezonu. V kádru provedl řadu změn, avšak nadcházející sezona ukázala, že ani on nesložil tým dobře. Ve spolupráci s trenérem Draisaitlem přivedl do klubu řadu zámořských hokejistů, z nichž se nakonec prosadil jen obránce Nick Schaus. K pokračujícímu triu veteránu Čáslava, Rolinek, Sýkora přivedl dalšího bývalého reprezentanta Petra Hubáčka, který se stal nejznámější posilou mužstva. Stejně jako předchozí sezona se ta aktuální nevyvíjela od samého počátku dobře a tým zahájil soutěž řadou porážek. Na to zareagoval GM Rohlík tím, že odvolal kouče Draisaitla a sám se stal hlavním trenérem. Ani změna trenéra neznamenala výraznější posun a tým se trvale usadil na chvostu tabulky a brzy bylo jasné, že jediným cílem bude opětovné odvrácení baráže. V průběhu podzimu oslovil majoritní akcionář Šmidberský město Pardubice, jež mělo předkupní právo, s nabídkou odprodeje akcií a to na jeho nabídku přistoupilo a akcie od něj koupilo zpět. V lednu po převzetí klubu městem Pardubice byl Rohlík okamžitě ze všech svých funkcí odvolán. Na postu generálního manažera a předsedy představenstva ho nahradil bývalý sportovní manažer klubu Dušan Salfický, který spolu s obráncem Petrem Čáslavou koupil minoritní podíl v klubu. Sportovním manažerem se stal Pavel Marek a trenérem Miloš Holaň. Brzy bylo jasné, že tým se tentokrát už nevyhne boji o záchranu v baráži. Klub narychlo sehnal několik posil včetně obránce Marka Trončinského, který v pozdější baráží výrazně týmu pomohl. Týmu se dále výsledkově nedařilo a i výsledky v baráží byly nevyrovnané a klub se v ní ocitl na hraně sestupu. Ovšem dvěma vyhranými posledními zápasy tuto hrozbu odvrátil.
Pardubicím předchozí sezona skončila až koncem dubna, a tak nebylo mnoho možností, jak mužstvo posílit. Navíc se klub dál musel ekonomicky uskromnit a na prověřené hráče neměl prostředky. V klubu zůstalo vedení, které ho převzalo v lednu, a stejně tak pokračoval trenérský štáb v čele s trenérem Holaněm, kterému dál asistenty dělali SM Marek a Otakar Janecký. Kádr týmu prošel další velkou obměnou. Vedení se v létě rozhodlo uspořádat zkoušku pro hráče bez smlouvy, kteří měli zaplnit několik volných míst v kádru včetně důležitých postů. V kariéře dále pokračovalo trio Čáslava, Rolinek, Sýkora. Hubáček odešel do Francie. Klub si znovu pomohl angažováním několika zámořských hráčů, se kterými měl přece jen větší úspěch než před minulou sezonou. Do týmu též dorazili dva francouzští reprezentanti a nový brankář Ondřej Kacetl. Vedení klubu jako cíl vyhlásilo boj o desáté místo. Tým však už tradičně nevstoupil do extraligy dobře a opět se usadil v dolních patrech. Vedení klubu dokázalo přivést několik nových posil, které týmu postupně pomohly stoupat tabulkou. V druhé části sezony se zlepšila forma několika klíčových hráčů včetně brankáře Kacetla, či obránce Trončinského. Výkonnostně vyrostl v průběhu sezony mládežnický reprezentant Martin Kaut. Klub nakonec nečekaně proklouzl na šesté místo a přímo postoupil poprvé od sezony 2011/2012 do čtvrtfinále playoff. V něm Pardubice potrápily výrazného favorita z Třince a díky třem domácím výhrám si vynutily rozhodující zápas na ledě soupeře, ve kterém však jasně prohrály.
Přímý postup do playoff byl považován po předchozích dvou sezonách jako úspěch, avšak až příliš velký optimismus se neukázal být na místě. Tým v předchozí sezoně výrazně předčil svoje možnosti. Někteří z klíčových hráčů měli v původních působištích pověst kvalitních, avšak problémových hokejistů, což se v průběhu nové sezony potvrdilo. Klub opustili dva mladí reprezentanti Kaut a Tomášek. Generální manažer Salfický však byl s kádrem spokojen a učinil jen několik spíše kosmetických změn a věřil, že klub v příští sezoně opět vytěží z minima maximum. Na fungování klubu se podepsalo i přímé napojení na místní politiku. Do klubu už se například v průběhu předchozí sezony na nově zřízené manažerské místo vrátil dříve z klubu vyhozený Ondřej Šebek. Sportovně spíše oslabený tým tak do nové sezony vstoupil opět nedobře, byť ještě relativně povedeného začátku využil GM Salfický k politické sebeprezentaci na internetových stránkách klubu den před volbami do obecního zastupitelstva, ve kterých sám kandidoval. Na rozdíl od minulého ročníku se však sezona změnila už v průběhu podzimu ve sportovní pohromu.Tým šel od porážky k porážce a vedení klubu se někdy až zmatečně pokusilo posilovat kádr a naopak se zbavit některých hráčů, kteří byli známi svým porušováním životosprávy, Vedení také angažovalo slovenské hokejisty Juraje Mikuše a Marka Hovorku. Na smršť proher zareagovalo vedení i změnami na pozici trenéra. Holaně dočasně vystřídal B. Kopřiva a toho na druhou půlku sezony Ladislav Lubina. Pardubice se tak už v prosinci chystaly na březnovou baráž. Zároveň podnikly ještě několik změn v kádru. Před baráží byl klub často tipován na sestup, avšak této předpovědi se vzepřel. Do baráže dobře výsledkově vstoupil a zároveň dokázal využít faktu, že Piráti Chomutov prodělávali střevní virózu v kombinaci s ekonomickými problémy a další ze soupeřů Motor České Budějovice velmi brzy začal bodově ztrácet. Pardubice se tak v extralize znovu v baráži tentokráte bez velkých nervů udržely.
Poté, co Pardubice skončily dvakrát z posledních tří sezon v baráži, se majoritní akcionář město Pardubice ocitl pod tlakem veřejnosti, která žádala změny v klubu. Už v předchozí sezoně se vzedmula kritika fanoušků, která vyústila ve vznik několika petic. Jedním z požadavků bylo mimo jiné odpolitizování managementu klubu a přivedení posil, aby se klub odrazil ode dna. GM Salfický však ani po neúspěšné sezoně neviděl důvod k rezignaci Pod tlakem situace město Pardubice změny provedlo. Zrušilo funkci generálního manažera a zřídilo funkci generálního ředitele. Do ní byl jmenován veřejnosti zcela neznámý Martin Sýkora, který vůbec neznal prostředí hokeje. Trenérem zůstal Ladislav Lubina a jeho asistenty se nově stali Radek Bělohlav a Otakar Janecký, novým sportovním manažerem se překvapivě stal Jaromír Kverka st.. Klub oproti minulým letům dokázal získat lepší hráče v čele s obráncem Janem Kolářem, útočníkem Robertem Kousalem a brankářem Jakubem Štěpánkem. Po nevýrazné herní letní přípravě se dostavil další nepovedený vstup do sezony. Trenér Lubina, po sporu s nímž v klubu skončil kapitán Rolinek, dostal od vedení ultimátum, které nesplnil a byl propuštěn. Na jeho místo povýšil jeho asistent Radek Bělohlav. Tím veletoče v klubu nekončily. Dozorčí rada také odvolala s okamžitou platností Ondřeje Šebka, který tak v klubu opět skončil. Po krátkodobém výsledkovém vzedmutí mužstvo opět začalo prohrávat a pozice trenéra Bělohlava se ocitla v ohrožení, tím více poté, co došlo k rozkolu mezi ním a asistentem Čáslavou, který ze štábu svévolně odešel. Už předtím se Pardubice rozloučily s brankářem Štěpánkem, klub také vyhodil sportovního manažera Kverku a jeho pravomoci začal vykonávat opět Dušan Salfický. Bělohlav byl se svým asistentem Janeckým odvolán a na jeho místo nastoupil Milan Razým s asistenty Michalem Mikeskou a opět Petrem Čáslavou. Město Pardubice v zoufalé situaci začalo hledat silného investora. V lednu byl z klubu s okamžitou odvolán M. Sýkora a na pozici generálního manažera ho nahradil Ivan Čonka a krizovým manažerem se stal Ondřej Heřman. Mužstvo ani pod trenérem Razýmem zpočátku nezaznamenalo přes další pohyby v kádru výraznější výkonnostní a výsledkový pokrok. Avšak až změna ve vedení klubu a sponzorský vstup miliardáře Petra Dědka, díky němuž se tým mohl posílit, přinesly nakonec zásadní zvrat výsledku sezony. Do klubu se navíc vrátil bývalý kapitán Tomáš Rolinek. Pardubice postupně stáhly náskok svých soupeřů, především využily dlouhodobé výsledkové krize Rytířů Kladno a v posledním kole zpečetily záchranu.

### Dědkova éra: Návrat do extraligové špičky (2020–dosud)
Po úspěšné extraligové záchraně došlo ke klíčovému rozhodnutí o budoucím fungování klubu. Město Pardubice se po dlouhém a složitém vyjednávání domluvilo na prodeji majoritního balíku (52,38%) akcií společnosti HokejPce 2020, jež patří podnikateli Petru Dědkovi, který spolu s manažerem Ondřejem Heřmanem klubu výrazně pomohl v závěru předchozí sezony. Podle smlouvy by měl Dědek klub vlastnit nejméně 15 let s tím, že smlouva obsahuje opci na dalších 10 let. Město Pardubice si ponechalo významný minoritní podíl akcií (45,87%). Drobnými minoritními akcionáři zůstali i Dušan Salfický a Petr Čáslava. Generálním sponzorem se stala Dědkova společnost D+D REAL. Sám Dědek se stal předsedou dozorčí rady a O. Heřman se pak stal z titulu předsedy představenstva šéfem klubu. Ředitelem klubu se stal dosavadní GM I. Čonka, sportovním ředitelem pak D. Salfický. Managementu se podařilo udržet všechny důležité hráče v čele s centrem Robertem Kousalem. Později klub představil i několik nových posil, z nichž největší se stal obránce Jakub Nakládal, který se do mateřského klubu vrátil po 9 letech a ihned se stal kapitánem mužstva. Po solidní letní přípravě klub do pandemií covidu-19 ovlivněné extraligy opět nevstoupil dobře, což vyústilo v odvolání trenérského štábu. Novým hlavním trenérem se stal Richard Král a jeho asistenty byli jmenováni David Havíř a Petr Sýkora. Trenérský triumvirát pak doplnil v pozici týmového manažera Tomáš Rolinek. Pod novým trenérským vedením došlo ke zlepšení výkonů a především výsledků týmu, který postupně začal stoupat tabulkou do jejího klidného středu. V závěru přestupního období na konci ledna dorazilo do klubu několik posil se zkušenostmi z KHL v čele s reprezentačním centrem Tomášem Zohornou. Základní část zakončil na 7. místě a postoupil do předkola playoff, kde 3-1 na zápasy vyřadil Energii Karlovy Vary. Následně však Pardubice nestačily ve čtvrtfinále na Mladou Boleslav a po jasné prohře 0-4 na zápasy pro ně skončila sezona na konečném 6. místě.
Do nové sezony vystoupilo Dynamo s cílem zlepšit výsledek z té předchozí. Majoritní majitel klubu Petr Dědek vytyčil za metu úspěchu zisk medaile. Klub na startu přípravy získal několik posil v čele s brankářem Dominikem Frodlem a obráncem Janem Košťálkem. Klub opustil T. Zohorna, ale nahradil ho jiný reprezentační útočník Adam Musil. Po povedené letní přípravě vstoupilo mužstvo dobrými výsledky i do extraligy. Zároveň však už na podzim 2020 byl z důvodu zanedbání správného zanesení smluv do registru zpochybněn převod akcií společnosti Petra Dědka. Ten se s městem domluvil na společném postupu. Aby se situace vyjasnila, obrátily se obě strany na soud. Ten v říjnu 2021 potvrdil, že Petr Dědek Dynamo většinově nevlastní. Obě strany uvedly, že s rozhodnutím počítaly a že vše uvedou do pořádku. Dědek v prohlášení uvedl, že na fungování klubu se nic nemění a dále se o klub bude starat. V polovině sezony Dědek oznámil záměr postavit moderní multifunkční arenu s hotelem a kongresovým centrem, svou vizi představil vedení města a zahájil s ním konkrétní jednání. V prosinci Dynamo oznámilo zisk nového silného generálního partnera, společnost Fortuna. Obě strany přesnou délku a výši smlouvy neupřesnily, ale partnerství představily jako dlouhodobý projekt. Těsně po novém roce Dynamo překvapivě oznámilo, že s okamžitou platností v klubu z osobních důvodů skončil kapitán J. Nakládal, novým kapitánem se poté stal Patrik Poulíček. Do ledna probíhala sezona úspěšně, avšak v únoru došlo k prudkému poklesu formy,mužstvo ztratilo náskok a vypadlo z první čtyřky. Muselo tak do předkola, kde narazilo na Karlovy Vary, které vyřadilo v poměru 3-0 na zápasy. Ve čtvrtfinále pak ale Pardubice nestačily na České Budějovice, se kterými dokázaly uhrát jen jedno vítězství. Sezonu tak Dynamo zakončilo opět na šestém místě a předsezónní ambice naplněny nebyly. Na výsledek zareagoval majitel klubu Dědek odvoláním kompletního trenérského štábu.
Do sezony, ve které pardubický klub slavil své sté výročí, vstoupil s novým trenérským štábem. Hlavním trenérem se stal Radim Rulík, který přišel z Mladé Boleslavi a jeho asistenty byli jmenování Marek Zadina a dosavadní hlavní kouč Richard Král. Management klubu potvrdil své medailové ambice a mužstvo se významně posílilo. Do Pardubic zamířili Roman Will, David Musil, Tomáš Dvořák, Peter Čerešňák, Lukáš Sedlák, Tomáš Hyka a také navrátilec Lukáš Radil. Všichni s klubem podepsali dlouholeté kontrakty. Sedlák však později podepsal smlouvu v NHL. Majitel klubu Dědek představil zastupitelům města a později i veřejnosti projekt nové multifunkční haly, kterou by chtěl postavit u pardubického závodiště, později pak přesunul lokaci do pardubické části Cihelna, kde pro halu zakoupil pozemky. Management získal licenci pro 2. ligu, tu vyměnil s Vrchlabím, a získal tak právo hrát Chance ligu. Následně klub vytvořil své záložní mužstvo, které hraje pod názvem "Dynamo Pardubice B" v Chrudimi. Po ročním působení v zahraničí se do klubu opět vrátil centr T. Zohorna, který s klubem uzavřel tříletou smlouvu. Na podzim rozhodl pražský Vrchní soud, že je P. Dědek skutečným většinovým majitelem klubu. V polovině sezony se do Dynama z NHL vrátil centr Lukáš Sedlák. Čtyři kola před koncem si Dynamo zajistilo první místo po základní části, a získalo tak Pohár Jaroslava Pouzara, což klubu přineslo také postup do hokejové ligy mistrů .
 Do playoff vstoupily Pardubice jednoznačnou sérií proti Olomouci, kterou vyřadily v nejkratším možném čase a po jedenácti letech postoupily do semifinále a zajistily si zisk medaile. Po prohře 3-4 na zápasy s Třincem obsadily Pardubice 3. místo.
Před novou sezonou se majitel klubu Dědek rozhodl pro nečekanou trenérskou změnu. Klub se dohodl na ukončení spolupráce s R. Rulíkem a na jeho místo angažoval Václava Varaďu, který s klubem podepsal kontrakt na pět let a za spolupracovníky si zvolil Marka Zadinu a Aleše Krátošku, s nimiž úspěšně působil v Třinci. Vedení klubu uzavřelo nové pětileté kontrakty s triem Sedlák, Hyka a Will. Z působení v zámoří se do klubu vrátil útočník Martin Kaut. Před začátkem sezony nahradila v roli generálního partnera Fortunu společnost D+D REAL a novým významným partnerem se stala sázková společnost Betano. Hráči si před sezonou zvolili nového kapitána, kterým se stal L. Sedlák, jeho asistenty jsou nově T. Zohorna a P. Poulíček. V polovině základní části posílil klub obránce L. Hájek, který se do Evropy vrátil z působení v Americe. V prosinci město schválilo změnu územního plánu v lokalitě Cihelna, kde chce P. Dědek postavit novou multifunkční halu, jejíž vizualizaci představil veřejnosti. Dynamo se na konci kalendářního roku zúčastnilo Spengler Cupu, kde po porážce s domácím Davosem ve finále obsadilo 2. místo. V lednu klub oznámil, že se rozhodl odstoupit od smlouvy s koučem Varaďou a jeho místo nastoupil dosavadní asistent trenéra Marek Zadina, jehož asistenty se stali Petr Sýkora, Vít Černohous a trenér brankářů František Brázdil. Pardubice znovu ovládly základní část extraligy a stanovily nový bodový rekord soutěže, když získaly 121 bodů. Znovu se také kvalifikovaly do CHL. Ve čtvrtfinále extraligového playoff narazilo mužstvo poprvé v historii ve vyřazovací části na regionálního rivala Mountfield HK a postoupilo přes něj do semifinále po výhře 4-1 na zápasy. Pardubice přešly 4-0 přes Litvínov do finále, v němž však podlehly 3-4 Třinci a braly stříbro.   
Management klubu opustil D. Salfický, kterého v pozici sportovního ředitele nahradil dosavadní skaut klubu Petr Sýkora. Hlavním skautem se stal D. Pospíšil. Po sezoně odešli z klubu T. Hyka a J. Košťálek. Novým asistentem kouče Zadiny, který prodloužil smlouvu, se stal V. Kočí. Novými posilami klubu se stali reprezentační útočníci Jiří Smejkal a Roman Červenka. Klub získal také beka A. Šustra. V říjnu hlavní trenér M. Zadina na vlastní žádost opustil klub. Dočasným trenérem se stal sportovní manažer B mužstva, V. Baďouček. Vedení klubu po vypadnutí mužstva z CHL provedlo několik změn v kádru. Do týmu zamířil bek J. Zbořil, jenž nahradil A. Šustra, a výměnou za T. Zohornu také centr J. Kondelík. Baďouček se sice stal v listopadu stálým hlavním trenérem s platností do konce ročníku, ale po nespěšném působení na Spengler Cupu a dále upadající výkonnosti v extralize v lednu nakonec došlo k další změně. Do konce sezony byl angažován Miloslav Hořava, jehož asistentem se stal M. Zadina. Základní část Pardubice zakončily po sérii proher v závěru na 3. místě. Do playoff však mužstvo vstoupilo postupem do semifinále přes České Budějovice v poměru 4-0 na zápasy. Následně Pardubice postoupily do finále přes Mountfield HK 4-1 na zápasy. Ve finále s Kometou Pardubice opět prohrály sedmý zápas a získaly stříbro.
Po sezoně v klubu skončil ze svého rozhodnutí i přes zájem klubu o další spolupráci M. Hořava a jeho místa se ujal Filip Pešán, jehož asistentem se stal Karel Mlejnek, který přišel z Litvínova. Do Pardubic před sezonou dorazili obránci Daniel Gazda, Ondřej Mikliš a z hostování Jan Košťálek. Do útoku klub získal centra Vladimíra Sobotku a křídlo Jakuba Lauka.

## Mistři světa, olympijští vítězové a vítězové Stanley Cupu
- Petr Čáslava (MS 2010)
- Roman Červenka (MS 2010, 2024)
- Jiří Dopita (ZOH 1998, MS 1996, 2000, 2001)
- Libor Hájek (MS 2024)
- Dominik Hašek (ZOH 1998, SC 2002, 2008)
- Milan Hejduk (ZOH 1998, SC 2001)
- Aleš Hemský (MS 2005)
- František Kaberle (MS 1996, 1999, 2000, 2001, 2005, SC 2006)
- Vladimír Kobranov (MS 1949)
- Petr Koukal (MS 2010)
- Ján Lašák (MS 2002)
- Vladimír Martinec (MS 1972, 1976, 1977; asistent trenéra na MS 1999, 2000, 2001 a ZOH 1998)
- František Musil (MS 1985)
- Jiří Novák (MS 1976, 1977)
- Josef Paleček (MS 1972)
- Petr Průcha (MS 2005)
- Tomáš Rolinek (MS 2010)
- Michal Rozsíval (MS 2010)
- Dušan Salfický (MS 2001)
- Lukáš Sedlák (MS 2024)
- Radovan Somík (MS 2002)
- Adam Svoboda (MS 2005)
- Michal Sýkora (MS 1996, 2000)
- Jiří Šejba (MS 1985)
- Bohuslav Šťastný (MS 1972, 1976)
- David Krejčí (SC 2011)

### Vyřazená čísla
- 3 Martin Čech
- 5 Jiří Dolana
- 6 Stanislav Prýl
- 9 Dominik Hašek
- 10 Josef Paleček
- 10 Jiří Šejba
- 13 Vladimír Martinec
- 16 Karel Mach
- 17 Bohuslav Šťastný
- 20 Vladimír Dvořáček
- 20 Jiří Novák
- 21 Milan Koďousek
- 37 Petr Sýkora
- 91 Otakar Janecký

### Další významní hráči klubu
- Tomáš Blažek
- Jiří Crha
- Richard Král
- Ladislav Lubina
- Vladimír Nadrchal

### Ocenění jednotlivců
- Vítěz kanadského bodování – Michal Mikeska (2004/2005)
- Nejlepší střelec ligy – Zdeněk Špaček (1964/1965), Vladimír Martinec (1978/1979), Ladislav Lubina (1990/1991), Richard Král (1993/1994), Petr Sýkora (2000/2001, 2006/2007 a 2009/2010)
- Nejlepší nahrávač – Vladimír Martinec (1972/1973 a 1975/1976), Otakar Janecký (1988/1989)
- Nejlepší trenér – Vladimír Martinec (1988/1989), Marek Sýkora (1993/1994), Miloš Říha (1996/1997), Václav Sýkora (2009/2010)
- Nejlepší brankář – Dominik Hašek (1988/1989 a 2009/2010)
- Nejlepší nováček – Milan Hejduk (1993/1994)
- Nejlepší hráč play off – Dominik Hašek (1988/1989 a 2009/2010)
- Nejužitečnější hráč – Tomáš Martinec (1997/1998)
- Zlatá hokejka – Vladimír Martinec (1973, 1975, 1976, 1979) a Dominik Hašek (1987, 1989, 1990)
- Členové Klubu hokejových kanonýrů – Jiří Dolana, Stanislav Prýl, Vladimír Martinec, Jiří Novák, Bohuslav Šťastný, Jiří Šejba, Ladislav Lubina a Richard Král
- Hokejista sezony – Petr Sýkora (2006/2007) a Dominik Hašek (2009/2010)

## Memoriál Zbyňka Kusého
Jako poctu úspěšnému generálnímu manažerovi Zbyňku Kusému, za jehož působení získal klub tři mistrovské tituly a byl rekonstruován zimní stadion, Dynamo pořádá od léta 2018 memoriál. Ambicí klubu je pořádat jej každoročně jako součást letní přípravy za účasti evropských klubů.

## Historické názvy
Zdroj:
- 1923 – LTC Pardubice (Lawn Tennis Club Pardubice)
- 1949 – fúze s Rapidem Pardubice ⇒ Sokol Pardubice
- 1950 – Slavia Pardubice
- 1952 – DSO Dynamo Pardubice (Dobrovolná sportovní organizace Dynamo Pardubice)
- 1960 – TJ Tesla Pardubice (Tělovýchovná jednota Tesla Pardubice)
- 1991 – HC Pardubice (Hockey Club Pardubice)
- 1995 – HC Pojišťovna IB Pardubice (Hockey Club Pojišťovna Investiční banka Pardubice)
- 1997 – HC IPB Pojišťovna Pardubice (Hockey Club Investiční a poštovní banka Pojišťovna Pardubice)
- 2002 – HC ČSOB Pojišťovna Pardubice (Hockey Club Československá obchodní banka Pojišťovna Pardubice)
- 2003 – HC Moeller Pardubice (Hockey Club Moeller Pardubice)
- 2009 – HC Eaton Pardubice (Hockey Club Eaton Pardubice)
- 2011 – HC ČSOB Pojišťovna Pardubice (Hockey Club Československá obchodní banka Pojišťovna Pardubice)
- 2015 – HC Dynamo Pardubice (Hockey Club Dynamo Pardubice)

## Statistiky

### Přehled ligové účasti

#### Stručný přehled
Zdroj:
- 1937–1938: 1. liga – sk. B (1. ligová úroveň v Československu)
- 1945–1946: Východočeská I. A třída – sk. ? (3. ligová úroveň v Československu)
- 1946–1949: Východočeská divize – sk. A (2. ligová úroveň v Československu)
- 1949–1950: Oblastní soutěž – sk. B1 (2. ligová úroveň v Československu)
- 1950–1951: 1. liga (1. ligová úroveň v Československu)
- 1951–1954: 1. liga – sk. B (1. ligová úroveň v Československu)
- 1954–1956: 1. liga – sk. A (1. ligová úroveň v Československu)
- 1956–1993: 1. liga (1. ligová úroveň v Československu)
- 1993– : Extraliga (1. ligová úroveň v České republice)

#### Jednotlivé ročníky
Zdroj:
Legenda: červené podbarvení - sestup, zelené podbarvení - postup, fialové podbarvení - reorganizace, změna skupiny či soutěže
| Československo (1937–1938)                                                                              |                             |        |    |     |                                                                    |           |                  |
| Ročník                                                                                                  | Soutěž                      | Úroveň | PK | ZČ  | Play off                                                           | Celk. um. | Pozn.            |
| 1937/1938                                                                                               | 1. liga – sk. B             | 1.     | 7  | 7.  |                                                                    | 7.        | Reorganizace     |
| Protektorát Čechy a Morava (1939–1945)                                                                  |                             |        |    |     |                                                                    |           |                  |
| Ročník                                                                                                  | Soutěž                      | Úroveň | PK | ZČ  | Play off                                                           | Celk. um. | Pozn.            |
| Pardubické hokejové mužstvo působilo v letech 1939–1945 v nižších východočeských župních mistrovstvích. |                             |        |    |     |                                                                    |           |                  |
| Československo (1945–1993)                                                                              |                             |        |    |     |                                                                    |           |                  |
| Ročník                                                                                                  | Soutěž                      | Úroveň | PK | ZČ  | Play off                                                           | Celk. um. | Pozn.            |
| 1945/1946                                                                                               | Východočeská I. A třída     | 3.     | ?  | ?.  |                                                                    | ?.        | Postup           |
| 1946/1947                                                                                               | Východočeská divize – sk. A | 2.     | 6  | 2.  |                                                                    | 2.        |                  |
| 1947/1948                                                                                               | Východočeská divize – sk. A | 2.     | 6  | –.  |                                                                    | –.        | Soutěž nedohrána |
| 1948/1949                                                                                               | Východočeská divize – sk. A | 2.     | 6  | 1.  |                                                                    | 1.        | Reorganizace     |
| 1949/1950                                                                                               | Oblastní soutěž – sk. B1    | 2.     | 6  | 1.  |                                                                    | 1.        | Finále           |
| 1950/1951                                                                                               | 1. liga                     | 1.     | 8  | 8.  |                                                                    | 8.        |                  |
| 1951/1952                                                                                               | 1. liga – sk. B             | 1.     | 6  | 5.  |                                                                    | 5.        |                  |
| 1952/1953                                                                                               | 1. liga – sk. B             | 1.     | 6  | 4.  |                                                                    | 11.       | sk. o 7.–12.     |
| 1953/1954                                                                                               | 1. liga – sk. B             | 1.     | 6  | 6.  |                                                                    | 6.        | sk. o udr.       |
| 1954/1955                                                                                               | 1. liga – sk. A             | 1.     | 8  | 6.  |                                                                    | 6.        |                  |
| 1955/1956                                                                                               | 1. liga – sk. A             | 1.     | 7  | 4.  |                                                                    | 4.        |                  |
| 1956/1957                                                                                               | 1. liga                     | 1.     | 14 | 9.  |                                                                    | 9.        |                  |
| 1957/1958                                                                                               | 1. liga                     | 1.     | 12 | 7.  |                                                                    | 7.        |                  |
| 1958/1959                                                                                               | 1. liga                     | 1.     | 12 | 5.  |                                                                    | 5.        |                  |
| 1959/1960                                                                                               | 1. liga                     | 1.     | 12 | 3.  |                                                                    | 3.        |                  |
| 1960/1961                                                                                               | 1. liga                     | 1.     | 12 | 5.  |                                                                    | 5.        |                  |
| 1961/1962                                                                                               | 1. liga                     | 1.     | 12 | 5.  |                                                                    | 6.        |                  |
| 1962/1963                                                                                               | 1. liga                     | 1.     | 12 | 10. |                                                                    | 9.        |                  |
| 1963/1964                                                                                               | 1. liga                     | 1.     | 12 | 5.  |                                                                    | 5.        |                  |
| 1964/1965                                                                                               | 1. liga                     | 1.     | 12 | 6.  |                                                                    | 5.        |                  |
| 1965/1966                                                                                               | 1. liga                     | 1.     | 10 | 5.  |                                                                    | 5.        |                  |
| 1966/1967                                                                                               | 1. liga                     | 1.     | 10 | 5.  |                                                                    | 5.        |                  |
| 1967/1968                                                                                               | 1. liga                     | 1.     | 10 | 8.  |                                                                    | 8.        |                  |
| 1968/1969                                                                                               | 1. liga                     | 1.     | 10 | 4.  |                                                                    | 4.        |                  |
| 1969/1970                                                                                               | 1. liga                     | 1.     | 10 | 7.  |                                                                    | 7.        |                  |
| 1970/1971                                                                                               | 1. liga                     | 1.     | 10 | 6.  |                                                                    | 6.        |                  |
| 1971/1972                                                                                               | 1. liga                     | 1.     | 10 | 4.  |                                                                    | 4.        |                  |
| 1972/1973                                                                                               | 1. liga                     | 1.     | 10 | 1.  | Finále (výhra 4:2 na zápasy nad ASD Dukla Jihlava)                 | 1.        | Zde              |
| 1973/1974                                                                                               | 1. liga                     | 1.     | 12 | 3.  |                                                                    | 3.        |                  |
| 1974/1975                                                                                               | 1. liga                     | 1.     | 12 | 2.  |                                                                    | 2.        |                  |
| 1975/1976                                                                                               | 1. liga                     | 1.     | 12 | 2.  |                                                                    | 2.        | Finále           |
| 1976/1977                                                                                               | 1. liga                     | 1.     | 12 | 4.  |                                                                    | 4.        |                  |
| 1977/1978                                                                                               | 1. liga                     | 1.     | 12 | 7.  |                                                                    | 7.        |                  |
| 1978/1979                                                                                               | 1. liga                     | 1.     | 12 | 6.  |                                                                    | 6.        |                  |
| 1979/1980                                                                                               | 1. liga                     | 1.     | 12 | 10. |                                                                    | 10.       |                  |
| 1980/1981                                                                                               | 1. liga                     | 1.     | 12 | 7.  |                                                                    | 7.        |                  |
| 1981/1982                                                                                               | 1. liga                     | 1.     | 12 | 5.  |                                                                    | 5.        |                  |
| 1982/1983                                                                                               | 1. liga                     | 1.     | 12 | 3.  |                                                                    | 3.        |                  |
| 1983/1984                                                                                               | 1. liga                     | 1.     | 12 | 3.  |                                                                    | 3.        |                  |
| 1984/1985                                                                                               | 1. liga                     | 1.     | 12 | 4.  |                                                                    | 4.        |                  |
| 1985/1986                                                                                               | 1. liga                     | 1.     | 12 | 4.  | Semifinále (prohra 2:3 na zápasy s TJ VSŽ Košice)                  | 3.        |                  |
| 1986/1987                                                                                               | 1. liga                     | 1.     | 12 | 1.  | Finále (výhra 3:2 na zápasy nad ASD Dukla Jihlava)                 | 1.        | Zde              |
| 1987/1988                                                                                               | 1. liga                     | 1.     | 12 | 6.  | Čtvrtfinále (prohra 1:3 na zápasy s TJ Sparta ČKD Praha)           | 7.        |                  |
| 1988/1989                                                                                               | 1. liga                     | 1.     | 12 | 1.  | Finále (výhra 3:1 na zápasy nad ASVŠ Dukla Trenčín)                | 1.        | Zde              |
| 1989/1990                                                                                               | 1. liga                     | 1.     | 12 | 11. |                                                                    | 11.       | Kvalifikace      |
| 1990/1991                                                                                               | 1. liga                     | 1.     | 14 | 9.  |                                                                    | 9.        |                  |
| 1991/1992                                                                                               | 1. liga – sk. Západ         | 1.     | 7  | 6.  | Osmifinále (prohra 2:3 na zápasy s HC VSŽ Košice)                  | 9.-12.    |                  |
| 1992/1993                                                                                               | 1. liga                     | 1.     | 14 | 12. | Čtvrtfinále (prohra 0:3 na zápasy s HC Chemopetrol Litvínov)       | 8.        |                  |
| Česko (1993–)                                                                                           |                             |        |    |     |                                                                    |           |                  |
| Ročník                                                                                                  | Soutěž                      | Úroveň | PK | ZČ  | Play off                                                           | Celk. um. | Pozn.            |
| 1993/1994                                                                                               | Extraliga                   | 1.     | 12 | 6.  | Finále (prohra 1:3 na zápasy s HC Olomouc)                         | 2.        |                  |
| 1994/1995                                                                                               | Extraliga                   | 1.     | 12 | 11. | Ne                                                                 | 10.       | sk. o udr.       |
| 1995/1996                                                                                               | Extraliga                   | 1.     | 14 | 13. | Ne                                                                 | 13.       | Baráž            |
| 1996/1997                                                                                               | Extraliga                   | 1.     | 14 | 5.  | Semifinále (prohra 1:3 na zápasy s HC Petra Vsetín)                | 4.        |                  |
| 1997/1998                                                                                               | Extraliga                   | 1.     | 14 | 8.  | Čtvrtfinále (prohra 0:3 na zápasy s HC Petra Vsetín)               | 8.        |                  |
| 1998/1999                                                                                               | Extraliga                   | 1.     | 14 | 7.  | Čtvrtfinále (prohra 0:3 na zápasy s HC ZPS Barum Zlín)             | 7.        |                  |
| 1999/2000                                                                                               | Extraliga                   | 1.     | 14 | 8.  | Čtvrtfinále (prohra 0:3 na zápasy s HC Sparta Praha)               | 8.        |                  |
| 2000/2001                                                                                               | Extraliga                   | 1.     | 14 | 3.  | Čtvrtfinále (prohra 3:4 na zápasy s HC Vítkovice)                  | 6.        |                  |
| 2001/2002                                                                                               | Extraliga                   | 1.     | 14 | 3.  | Čtvrtfinále (prohra 2:4 na zápasy s HC Slavia Praha)               | 5.        |                  |
| 2002/2003                                                                                               | Extraliga                   | 1.     | 14 | 1.  | Finále (prohra 3:4 na zápasy s HC Slavia Praha)                    | 2.        |                  |
| 2003/2004                                                                                               | Extraliga                   | 1.     | 14 | 1.  | Čtvrtfinále (prohra 3:4 na zápasy s HC Lasselsberger Plzeň)        | 5.        |                  |
| 2004/2005                                                                                               | Extraliga                   | 1.     | 14 | 3.  | Finále (výhra 4:0 na zápasy nad HC Hamé Zlín)                      | 1.        | Zde              |
| 2005/2006                                                                                               | Extraliga                   | 1.     | 14 | 9.  | Ne                                                                 | 9.        |                  |
| 2006/2007                                                                                               | Extraliga                   | 1.     | 14 | 2.  | Finále (prohra 2:4 na zápasy s HC Sparta Praha)                    | 2.        |                  |
| 2007/2008                                                                                               | Extraliga                   | 1.     | 14 | 12. | Ne                                                                 | 12.       | sk. o udr.       |
| 2008/2009                                                                                               | Extraliga                   | 1.     | 14 | 2.  | Čtvrtfinále (prohra 3:4 na zápasy s HC Lasselsberger Plzeň)        | 5.        |                  |
| 2009/2010                                                                                               | Extraliga                   | 1.     | 14 | 3.  | Finále (výhra 4:0 na zápasy nad HC Vítkovice Steel)                | 1.        | Zde              |
| 2010/2011                                                                                               | Extraliga                   | 1.     | 14 | 5.  | Semifinále (prohra 1:4 na zápasy s HC Vítkovice Steel)             | 3.        |                  |
| 2011/2012                                                                                               | Extraliga                   | 1.     | 14 | 3.  | Finále (výhra 4:2 na zápasy nad HC Kometa Brno)                    | 1.        | Zde              |
| 2012/2013                                                                                               | Extraliga                   | 1.     | 14 | 10. | Předkolo (prohra 2:3 na zápasy s Rytíři Kladno)                    | 10.       |                  |
| 2013/2014                                                                                               | Extraliga                   | 1.     | 14 | 7.  | Čtvrtfinále (prohra 1:4 na zápasy s HC Oceláři Třinec)             | 7.        |                  |
| 2014/2015                                                                                               | Extraliga                   | 1.     | 14 | 9.  | Čtvrtfinále (prohra 1:4 na zápasy s HC Verva Litvínov)             | 7.        |                  |
| 2015/2016                                                                                               | Extraliga                   | 1.     | 14 | 12. | Ne                                                                 | 12.       | sk. o udr.       |
| 2016/2017                                                                                               | Extraliga                   | 1.     | 14 | 14. | Ne                                                                 | 14.       | Baráž            |
| 2017/2018                                                                                               | Extraliga                   | 1.     | 14 | 6.  | Čtvrtfinále (prohra 3:4 na zápasy s HC Oceláři Třinec)             | 6.        |                  |
| 2018/2019                                                                                               | Extraliga                   | 1.     | 14 | 14. | Ne                                                                 | 14.       | Baráž            |
| 2019/2020                                                                                               | Extraliga                   | 1.     | 14 | 11. | Ne                                                                 | 11.       |                  |
| 2020/2021                                                                                               | Extraliga                   | 1.     | 14 | 7.  | Čtvrtfinále (prohra 0:4 na zápasy s BK Mladá Boleslav)             | 6.        |                  |
| 2021/2022                                                                                               | Extraliga                   | 1.     | 15 | 5.  | Čtvrtfinále (prohra 1:4 na zápasy s Madeta Motor České Budějovice) | 6.        |                  |
| 2022/2023                                                                                               | Extraliga                   | 1.     | 14 | 1.  | Semifinále (prohra 3:4 na zápasy s HC Oceláři Třinec)              | 3.        |                  |
| 2023/2024                                                                                               | Extraliga                   | 1.     | 14 | 1.  | Finále (prohra 3:4 na zápasy s HC Oceláři Třinec)                  | 2.        |                  |
| 2024/2025                                                                                               | Extraliga                   | 1.     | 14 | 3.  | Finále (prohra 3:4 na zápasy s HC Kometa Brno)                     | 2.        |                  |
| 2025/2026                                                                                               | Extraliga                   | 1.     | 14 |     |                                                                    |           |                  |

### Přehled kapitánů a trenérů v jednotlivých sezónách
| Sezóna    | Soutěž              | Kapitán                          | Trenéři | Soupiska |
| --------- | ------------------- | -------------------------------- | --- | -------- |
| 1950/1951 | 1. liga             |                                  | Emil Zettel |          |
| 1951/1952 | 1. liga – sk. B     |                                  | Bohuslav Rejda |          |
| 1952/1953 | 1. liga – sk. B     |                                  | Bohuslav Rejda |          |
| 1953/1954 | 1. liga – sk. B     |                                  | Bohuslav Rejda |          |
| 1954/1955 | 1. liga – sk. A     |                                  | Bohuslav Rejda |          |
| 1955/1956 | 1. liga – sk. A     |                                  | Bohuslav Rejda |          |
| 1955/1956 | 1. liga             |                                  | Bohuslav Rejda |          |
| 1957/1958 | 1. liga             |                                  | Bohuslav Rejda |          |
| 1958/1959 | 1. liga             |                                  | Bohuslav Rejda |          |
| 1959/1960 | 1. liga             |                                  | Bohuslav Rejda |          |
| 1960/1961 | 1. liga             |                                  | Vladimír Kobranov, Josef Novák |          |
| 1961/1962 | 1. liga             |                                  | Vladimír Kobranov, Josef Novák |          |
| 1962/1963 | 1. liga             |                                  | Vladimír Kobranov, Josef Novák |          |
| 1963/1964 | 1. liga             |                                  | Josef Novák |          |
| 1964/1965 | 1. liga             |                                  | Josef Novák - Vladimír Kaiser |          |
| 1965/1966 | 1. liga             |                                  | Bohuslav Rejda |          |
| 1966/1967 | 1. liga             |                                  | Bohuslav Rejda |          |
| 1967/1968 | 1. liga             |                                  | Bohuslav Rejda |          |
| 1968/1969 | 1. liga             |                                  | Karel Mach |          |
| 1969/1970 | 1. liga             |                                  | Karel Mach |          |
| 1970/1971 | 1. liga             |                                  | Horymír Sekera |          |
| 1971/1972 | 1. liga             | Jiří Andrt                       | Horymír Sekera |          |
| 1972/1973 | 1. liga             | Jiří Andrt                       | Horymír Sekera, Josef Novák |          |
| 1973/1974 | 1. liga             | Jiří Andrt                       | Florián Střída, Josef Novák |          |
| 1974/1975 | 1. liga             | Vladimír Martinec                | Florián Střída, Vlastimil Franc |          |
| 1975/1976 | 1. liga             | Vladimír Martinec                | Florián Střída, Vlastimil Franc |          |
| 1976/1977 | 1. liga             | Vladimír Martinec                | Florián Střída, Vlastimil Franc |          |
| 1977/1978 | 1. liga             | Jiří Novák                       | Otakar Mareš, Horymír Sekera |          |
| 1978/1979 | 1. liga             | Jiří Novák                       | Otakar Mareš, Horymír Sekera |          |
| 1979/1980 | 1. liga             | Bohuslav Šťastný                 | Otakar Mareš – Florián Střída, Horymír Sekera |          |
| 1980/1981 | 1. liga             | Bohuslav Šťastný                 | Zdeněk Uher, Pavel Beránek |          |
| 1981/1982 | 1. liga             | Vladimír Bezdíček                | Zdeněk Uher, Karel Franěk |          |
| 1982/1983 | 1. liga             | Vladimír Bezdíček                | Zdeněk Uher, Karel Franěk |          |
| 1983/1984 | 1. liga             | Vladimír Bezdíček                | Zdeněk Uher, Karel Franěk |          |
| 1984/1985 | 1. liga             | Vladimír Bezdíček                | Karel Franěk, Horymír Sekera |          |
| 1985/1986 | 1. liga             | Jan Levinský                     | Karel Franěk, Horymír Sekera |          |
| 1986/1987 | 1. liga             | Jan Levinský                     | Karel Franěk, Horymír Sekera, Vladimír Martinec |          |
| 1987/1988 | 1. liga             | Jan Levinský                     | Karel Franěk, Vladimír Martinec |          |
| 1988/1989 | 1. liga             | Otakar Janecký                   | Vladimír Martinec, Vladimír Šťastný |          |
| 1989/1990 | 1. liga             | Otakar Janecký                   | Vladimír Martinec, Vladimír Šťastný – Josef Paleček, Vladimír Martinec, Vladimír Šťastný |          |
| 1990/1991 | 1. liga             |                                  | Josef Paleček, Vladimír Martinec – Karel Franěk, Josef Paleček |          |
| 1991/1992 | 1. liga – sk. Západ |                                  | Karel Franěk, Josef Paleček |          |
| 1992/1993 | 1. liga             | David Pospíšil                   | Zdeněk Uher, Pavel Beránek |          |
| 1993/1994 | Extraliga           |                                  | Zdeněk Uher, Antonín Slavík – Marek Sýkora, Petr Hemský | Zde      |
| 1994/1995 | Extraliga           |                                  | Marek Sýkora, Petr Hemský – Petr Hemský, Jan Levinský | Zde      |
| 1995/1996 | Extraliga           |                                  | Jaroslav Holík, Petr Hemský – Josef Paleček, Florián Střída | Zde      |
| 1996/1997 | Extraliga           | Tomáš Blažek                     | Miloš Říha, Josef Paleček | Zde      |
| 1997/1998 | Extraliga           | Tomáš Blažek                     | Miloš Říha, Josef Paleček | Zde      |
| 1998/1999 | Extraliga           | Tomáš Blažek                     | Miloš Říha, Milan Chalupa | Zde      |
| 1999/2000 | Extraliga           | Ladislav Lubina                  | Milan Chalupa, Pavel Marek – Josef Paleček, Petr Hemský | Zde      |
| 2000/2001 | Extraliga           | Otakar Janecký                   | Josef Paleček, Petr Hemský | Zde      |
| 2001/2002 | Extraliga           | Otakar Janecký                   | Josef Paleček, Petr Hemský | Zde      |
| 2002/2003 | Extraliga           | Otakar Janecký                   | Miloš Říha, Jiří Seidl | Zde      |
| 2003/2004 | Extraliga           | Michal Sýkora                    | Miloš Říha, Jiří Seidl | Zde      |
| 2004/2005 | Extraliga           | Jiří Dopita                      | František Výborný – Vladimír Martinec, Jiří Šejba | Zde      |
| 2005/2006 | Extraliga           | Tomáš Blažek                     | Vladimír Martinec, Jiří Šejba – Vladimír Bezdíček, Petr Hemský | Zde      |
| 2006/2007 | Extraliga           | Miroslav Hlinka                  | Miloš Říha, Pavel Rohlík | Zde      |
| 2007/2008 | Extraliga           | Jan Snopek                       | Miloš Říha, Pavel Rohlík – Jiří Šejba, Ladislav Lubina | Zde      |
| 2008/2009 | Extraliga           | Jan Snopek                       | Václav Sýkora, Jiří Seidl | Zde      |
| 2009/2010 | Extraliga           | Petr Koukal                      | Václav Sýkora, Jan Votruba | Zde      |
| 2010/2011 | Extraliga           | Petr Koukal                      | Josef Jandač, Jan Votruba, Pavel Hynek | Zde      |
| 2011/2012 | Extraliga           | Petr Koukal                      | Pavel Hynek, Ladislav Lubina | Zde      |
| 2012/2013 | Extraliga           | Aleš Píša/ Radovan Somík         | Pavel Hynek, Ladislav Lubina – Mojmír Trličík, Ladislav Lubina – Miloš Říha, David Pospíšil, Jaroslav Landsman                                                                                              | Zde      |
| 2013/2014 | Extraliga           | Václav Kočí                      | Zdeněk Venera, Miloš Říha mladší | Zde      |
| 2014/2015 | Extraliga           | Petr Čáslava                     | Zdeněk Venera, Miloš Říha mladší – Miloš Říha, Miloš Říha mladší | Zde      |
| 2015/2016 | Extraliga           | Petr Čáslava/ Tomáš Rolinek      | Miloš Říha mladší, Václav Baďouček – Richard Král, Marek Zadina – Peter Draisaitl, Andrej Potajčuk | Zde      |
| 2016/2017 | Extraliga           | Tomáš Rolinek                    | Peter Draisaitl, Karel Beran – Pavel Rohlík, Michal Mikeska – Miloš Holaň, Pavel Marek, Otakar Janecký | Zde      |
| 2017/2018 | Extraliga           | Tomáš Rolinek                    | Miloš Holaň, Otakar Janecký, Pavel Marek | Zde      |
| 2018/2019 | Extraliga           | Tomáš Rolinek                    | Miloš Holaň, Otakar Janecký, Pavel Marek – Břetislav Kopřiva, Otakar Janecký – Ladislav Lubina, Richard Král, Petr Čáslava                                                                                  | Zde      |
| 2019/2020 | Extraliga           | Tomáš Rolinek/ Jan Kolář         | Ladislav Lubina, Radek Bělohlav, Otakar Janecký – Radek Bělohlav, Otakar Janecký, Petr Čáslava – Milan Razým, Michal Mikeska, Petr Čáslava                                                                  | Zde      |
| 2020/2021 | Extraliga           | Jakub Nakládal                   | Milan Razým, Michal Mikeska, Petr Čáslava – Richard Král, David Havíř, Petr Sýkora | Zde      |
| 2021/2022 | Extraliga           | Jakub Nakládal / Patrik Poulíček | Richard Král, David Havíř, Petr Sýkora | Zde      |
| 2022/2023 | Extraliga           | Patrik Poulíček                  | Radim Rulík, Marek Zadina, Richard Král | Zde      |
| 2023/2024 | Extraliga           | Lukáš Sedlák                     | Václav Varaďa, Marek Zadina, Aleš Krátoška – Marek Zadina, Petr Sýkora, František Brázdil, Vít Černohous | Zde      |
| 2024/2025 | Extraliga           | Lukáš Sedlák                     | Marek Zadina, Vít Černohous, Václav Kočí, František Brázdil – Václav Baďouček, Vít Černohous, Václav Kočí, František Brázdil – Miloslav Hořava, Marek Zadina, Vít Černohous, Václav Kočí, František Brázdil | Zde      |
| 2025/2026 | Extraliga           |                                  | | Zde      |

#### B-tým: jednotlivé ročníky
| Česko (2022–) |         |        |    |     |                                                      |           |       |
| Ročník        | Soutěž  | Úroveň | PK | ZČ  | Play off                                             | Celk. um. | Pozn. |
| 2022/2023     | 1. liga | 2.     | 14 | 13. | Ne                                                   | 13.       |       |
| 2023/2024     | 1. liga | 2.     | 14 | 10. | Předkolo (prohra 1:2 na zápasy s HC ZUBR Přerov)     | 10.       |       |
| 2024/2025     | 1. liga | 2.     | 14 | 10. | Čtvrtfinále (prohra 0:3 na zápasy s VHK ROBE Vsetín) | 8.        |       |

#### B tým: přehled kapitánů a trenérů
| Sezóna    | Soutěž  | Kapitán      | Trenéři                                                                        |
| --------- | ------- | ------------ | ------------------------------------------------------------------------------ |
| 2022/2023 | 1. liga | Daniel Rákos | David Havíř, Jan Starý – Václav Baďouček, David Havíř, Jan Starý               |
| 2023/2024 | 1. liga | Daniel Rákos | Richard Král, Jiří Malinský, Jan Starý – Tomáš Jirků, Jiří Malinský, Jan Starý |
| 2024/2025 | 1. liga | Daniel Rákos | Tomáš Jirků, Jan Starý, Filip Landsman                                         |

### Celkový přehled výsledků v nejvyšší soutěži
- Stav po sezoně 2013/14.

| Soutěž                       | Sezon | Fáze sezony                | Zápasy | Výhry | Vp | Remízy | Pp  | Prohry | VB   | OB   | Bilance |
| ---------------------------- | ----- | -------------------------- | ------ | ----- | -- | ------ | --- | ------ | ---- | ---- | ------- |
| Československá hokejová liga | 44    | Základní část              | 1441   | 631   | 9  | 199    | 5   | 597    | 5540 | 5266 | +274    |
| Československá hokejová liga | 44    | Baráž/o udržení/o umístění | 21     | 14    | 0  | 1      | 0   | 6      | 102  | 69   | +33     |
| Československá hokejová liga | 44    | Play-off                   | 65     | 34    | 6  | 0      | 5   | 20     | 241  | 203  | +38     |
| Československá hokejová liga | 44    | Celkem                     | 1527   | 679   | 15 | 200    | 10  | 623    | 5883 | 5538 | +345    |
| Extraliga ledního hokeje     | 21    | Základní část              | 1064   | 483   | 41 | 84     | 79  | 377    | 3247 | 2900 | +347    |
| Extraliga ledního hokeje     | 21    | Baráž/o udržení/o umístění | 30     | 16    | 0  | 1      | 1   | 12     | 121  | 93   | +28     |
| Extraliga ledního hokeje     | 21    | Play-off                   | 167    | 72    | 18 | 0      | 16  | 61     | 490  | 414  | +76     |
| Extraliga ledního hokeje     | 21    | Celkem                     | 1261   | 571   | 59 | 85     | 96  | 450    | 3858 | 3407 | +451    |
| Celkem                       | 65    | Základní část              | 2505   | 1114  | 50 | 283    | 84  | 974    | 8787 | 8166 | +621    |
| Celkem                       | 65    | Baráž/o udržení/o umístění | 51     | 30    | 0  | 2      | 1   | 18     | 223  | 162  | +61     |
| Celkem                       | 65    | Play-off                   | 232    | 106   | 24 | 0      | 21  | 81     | 731  | 617  | +114    |
| Celkem                       | 65    | Celkem                     | 2788   | 1250  | 74 | 285    | 106 | 1073   | 9741 | 8945 | +796    |

#### Bilance s jednotlivými soupeři v nejvyšší soutěži
- Stav po sezoně 2013/14.

| Soupeř                | Zápasy | Výhry | Vp | Remízy | Pp | Prohry | VB  | OB  | Bilance | První zápas | Poslední zápas |
| --------------------- | ------ | ----- | -- | ------ | -- | ------ | --- | --- | ------- | ----------- | -------------- |
| Sparta Praha          | 235    | 89    | 7  | 28     | 6  | 105    | 751 | 826 | -75     | 1956-11-25  | 2014-03-06     |
| Kladno                | 216    | 89    | 8  | 25     | 9  | 85     | 802 | 754 | +48     | 1956-10-31  | 2014-01-28     |
| Litvínov              | 216    | 98    | 7  | 19     | 7  | 85     | 853 | 722 | +131    | 1959-11-18  | 2014-01-24     |
| Vítkovice             | 208    | 98    | 8  | 12     | 10 | 80     | 713 | 646 | +67     | 1950-12-18  | 2014-02-02     |
| Plzeň                 | 206    | 92    | 6  | 28     | 13 | 67     | 696 | 608 | +88     | 1953-12-12  | 2014-02-28     |
| České Budějovice      | 189    | 85    | 3  | 20     | 3  | 78     | 645 | 576 | +69     | 1950-11-26  | 2013-01-25     |
| Zlín                  | 189    | 90    | 6  | 14     | 7  | 72     | 693 | 588 | +105    | 1960-11-02  | 2014-01-31     |
| Jihlava               | 171    | 62    | 1  | 24     | 1  | 83     | 508 | 621 | -113    | 1957-11-03  | 2005-02-15     |
| Kometa Brno           | 160    | 71    | 3  | 18     | 4  | 64     | 552 | 547 | +5      | 1953-12-06  | 2014-01-19     |
| Slovan Bratislava     | 138    | 62    | 2  | 18     | 1  | 55     | 516 | 498 | +18     | 1950-11-17  | 1993-01-22     |
| Košice                | 120    | 60    | 0  | 16     | 1  | 43     | 481 | 420 | +61     | 1964-11-01  | 1992-11-20     |
| Slavia Praha          | 96     | 36    | 2  | 8      | 13 | 37     | 274 | 278 | -4      | 1994-09-16  | 2014-03-16     |
| Třinec                | 96     | 41    | 5  | 3      | 5  | 42     | 334 | 296 | +38     | 1995-09-08  | 2014-03-26     |
| Karlovy Vary          | 71     | 37    | 4  | 8      | 7  | 15     | 226 | 173 | +53     | 1953-02-05  | 2014-03-02     |
| Trenčín               | 63     | 32    | 1  | 7      | 1  | 22     | 230 | 204 | +26     | 1977-10-14  | 1993-01-29     |
| Liberec               | 63     | 32    | 5  | 1      | 7  | 18     | 195 | 156 | +39     | 2002-09-29  | 2014-02-25     |
| Vsetín                | 57     | 22    | 1  | 3      | 2  | 29     | 158 | 171 | -13     | 1994-09-20  | 2007-01-09     |
| Znojmo                | 53     | 31    | 1  | 3      | 0  | 18     | 171 | 118 | +53     | 1999-09-24  | 2009-01-18     |
| Chomutov              | 32     | 23    | 0  | 3      | 1  | 5      | 145 | 84  | +61     | 1956-11-07  | 2014-02-06     |
| Olomouc               | 32     | 12    | 1  | 3      | 2  | 14     | 96  | 93  | +3      | 1990-03-12  | 1997-02-18     |
| Zbrojovka Brno        | 21     | 9     | 0  | 3      | 0  | 9      | 67  | 74  | -7      | 1951-11-07  | 1963-02-09     |
| Opava                 | 20     | 11    | 0  | 2      | 0  | 7      | 79  | 49  | +30     | 1956-10-27  | 1999-02-26     |
| Mladá Boleslav        | 18     | 13    | 0  | 0      | 2  | 3      | 66  | 46  | +20     | 1954-03-15  | 2012-02-05     |
| Brno Královo Pole     | 16     | 6     | 0  | 5      | 0  | 5      | 73  | 65  | +8      | 1950-12-28  | 1975-11-07     |
| Havířov               | 16     | 13    | 0  | 0      | 0  | 3      | 65  | 41  | +24     | 1999-09-17  | 2003-01-19     |
| LTC Praha             | 10     | 2     | 0  | 4      | 0  | 4      | 31  | 37  | -6      | 1950-12-22  | 1957-02-05     |
| I. ČLTK Praha         | 10     | 5     | 0  | 2      | 0  | 3      | 50  | 36  | +14     | 1951-11-14  | 1964-12-06     |
| Poprad                | 8      | 3     | 0  | 1      | 0  | 4      | 32  | 20  | +12     | 1938-01-23  | 1992-11-10     |
| Hradec Králové        | 8      | 3     | 2  | 1      | 1  | 1      | 23  | 16  | +7      | 1993-10-10  | 2014-02-04     |
| Ústí nad Labem        | 8      | 3     | 1  | 0      | 2  | 2      | 23  | 21  | +2      | 2007-10-14  | 2008-04-01     |
| Tankista Praha        | 7      | 0     | 0  | 2      | 0  | 5      | 25  | 36  | -11     | 1950-12-07  | 1956-02-26     |
| Prostějov             | 6      | 2     | 0  | 2      | 0  | 2      | 21  | 22  | -1      | 1950-12-09  | 1953-01-13     |
| Nitra                 | 6      | 4     | 0  | 0      | 0  | 2      | 27  | 20  | +7      | 1990-03-04  | 1991-01-29     |
| Baník Ostrava         | 4      | 4     | 0  | 0      | 0  | 0      | 27  | 14  | +13     | 1954-11-25  | 1958-02-08     |
| Litoměřice            | 4      | 2     | 0  | 2      | 0  | 0      | 31  | 12  | +19     | 1961-10-29  | 1963-12-12     |
| Jindřichův Hradec     | 4      | 3     | 0  | 0      | 0  | 1      | 17  | 7   | +10     | 1993-10-12  | 1994-03-13     |
| Přerov                | 4      | 3     | 0  | 0      | 0  | 1      | 23  | 11  | +12     | 1996-03-17  | 1996-04-02     |
| Křídla vlasti Olomouc | 3      | 0     | 0  | 0      | 0  | 3      | 6   | 22  | -16     | 1953-03-09  | 1955-02-05     |
| Vimperk               | 2      | 2     | 0  | 0      | 0  | 0      | 15  | 7   | +8      | 1990-03-07  | 1990-03-20     |
| Chomutov (Komotau)    | 1      | 0     | 0  | 0      | 0  | 1      | 1   | 5   | -4      | 1938-01-09  | 1938-01-09     |
| Třebíč                | 1      | 0     | 0  | 0      | 0  | 1      | 0   | 5   | -5      | 1938-02-27  | 1938-02-27     |

       klub se účastní sezony 2014/15.

#### Statistické zajímavosti
| Zajímavost                 | Počet | Kolo | Den        | Domácí              | Hosté            | Skóre | Třetiny         |
| -------------------------- | ----- | ---- | ---------- | ------------------- | ---------------- | ----- | --------------- |
| Nejvíce vstřelených branek | 15    | 8.   | 25.10.1967 | Tesla Pardubice     | CHZ Litvínov     | 15:0  | (7:0, 4:0, 4:0) |
| Nejvyšší vítězství         | +15   | 8.   | 25.10.1967 | Tesla Pardubice     | CHZ Litvínov     | 15:0  | (7:0, 4:0, 4:0) |
| Nejvíce obdržených branek  | 19    | 7.   | 31.10.1962 | ZKL RH Brno         | Tesla Pardubice  | 19:1  | (6:0, 5:0, 8:1) |
| Nejvyšší porážka           | -18   | 7.   | 31.10.1962 | ZKL RH Brno         | Tesla Pardubice  | 19:1  | (6:0, 5:0, 8:1) |
| Nejvíce branek v utkání    | 20    | 7.   | 31.10.1962 | ZKL RH Brno         | Tesla Pardubice  | 19:1  | (6:0, 5:0, 8:1) |
| Nejvyšší remíza            | 8     | 5.   | 9.12.1953  | TJ Dynamo Pardubice | Spartak Plzeň LZ | 8:8   | (3:2, 2:3, 3:3) |

### Jubilejní zápasy
| Zápas | Kolo | Den        | Domácí                 | Hosté                       | Skóre | Třetiny         |
| ----- | ---- | ---------- | ---------------------- | --------------------------- | ----- | --------------- |
| 1.    | 2.   | 9.1.1938   | DFK Komotau            | LTC Pardubice               | 5:1   | (0:1, 1:0, 4:0) |
| 100.  | 15.  | 20.1.1957  | Dynamo Pardubice       | Baník Kladno                | 2:4   | (0:1, 0:2, 2:1) |
| 250.  | 8.   | 4.11.1962  | Tesla Pardubice        | Dukla Jihlava               | 4:3   | (1:1, 1:2, 2:0) |
| 500.  | 17.  | 16.11.1969 | Tesla Pardubice        | Slovan CHZJD Bratislava     | 1:7   | (0:3, 1:2, 0:2) |
| 750.  | 24.  | 23.2.1976  | Poldi SONP Kladno      | Tesla Pardubice             | 1:5   | (0:1,1:2,0:2)   |
| 1000. | 22.  | 29.11.1981 | Zetor Brno             | Tesla Pardubice             | 6:4   | (3:0, 1:2, 2:2) |
| 1250. | 5.   | 6.10.1987  | Tesla Pardubice        | Škoda Plzeň                 | 7:2   | (2:1, 3:1, 2:0) |
| 1500. | 19.  | 17.11.1992 | HC Olomouc             | HC Pardubice                | 4:1   | (1:0, 1:1, 2:0) |
| 1750. | 3.   | 7.9.1997   | HC Petra Vsetín        | HC IPB Pojišťovna Pardubice | 3:2   | (0:0, 2:2, 1:0) |
| 2000. | 28.  | 2.12.2001  | HC Oceláři Třinec      | HC IPB Pojišťovna Pardubice | 5:0   | (3:0, 2:0, 0:0) |
| 2250. | 22.  | 4.11.2005  | HC Moeller Pardubice   | HC Rabat Kladno             | 5:7   | (2:1,2:5,1:1)   |
| 2500. | 29.  | 29.11.2009 | HC Eaton Pardubice     | HC Energie Karlovy Vary     | 3:5   | (1:2,0:3,2:0)   |
| 2750. | 23.  | 26.11.2013 | HC ČSOB Poj. Pardubice | HC Škoda Plzeň              | 3:1   | (0:0,0:1,3:0)   |

## Nejlepší hráči podle sezon
| 1993/1994 |
| 1994/1995 |
| 1995/1996 |
| 1996/1997 |
| 1997/1998 |
| 1998/1999 |
| 1999/2000 |
| 2000/2001 |
| 2001/2002 |
| 2002/2003 |
| 2003/2004 |
| 2004/2005 |
| 2005/2006 |
| 2006/2007 |
| 2007/2008 |
| 2008/2009 |
| 2009/2010 |
| 2010/2011 |
| 2011/2012 |
| 2012/2013 |
| 2013/2014 |
| 2014/2015 |
| 2015/2016 |
| 2016/2017 |
| 2017/2018 |
| 2018/2019 |
| 2019/2020 |
| 2020/2021 |
| 2021/2022 |
| 2022/2023 |
| 2023/2024 |
| 2024/2025 |

| Richard Král                   | 24 |
| Richard Král                   | 19 |
| Ladislav Lubina                | 16 |
| Milan Hejduk                   | 27 |
| Milan Hejduk                   | 26 |
| Jaroslav Kudrna                | 24 |
| Tomáš Blažek                   | 22 |
| Petr Sýkora                    | 26 |
| Ladislav Lubina                | 26 |
| Radoslav Kropáč                | 26 |
| Petr Sýkora                    | 23 |
| Petr Sýkora                    | 25 |
| Jan Čaloun                     | 19 |
| Petr Sýkora                    | 37 |
| Petr Sýkora                    | 23 |
| Jan Starý                      | 25 |
| Petr Sýkora                    | 27 |
| Martin Bartek                  | 19 |
| Jan Kolář                      | 26 |
| Martin Bartek                  | 24 |
| Tomáš Nosek                    | 19 |
| Petr Sýkora                    | 26 |
| Petr Sýkora                    | 22 |
| Petr Sýkora                    | 21 |
| Petr Sýkora                    | 16 |
| Petr Sýkora a Rostislav Marosz | 9  |
| Radoslav Tybor                 | 18 |
| Anthony Camara                 | 21 |
| Robert Říčka                   | 27 |
| Tomáš Zohorna a Lukáš Sedlák   | 15 |
| Lukáš Sedlák                   | 25 |
| Roman Červenka a Martin Kaut   | 19 |

| Richard Král            | 27 |
| David Pospíšil          | 20 |
| David Pospíšil          | 18 |
| Tomáš Blažek            | 31 |
| Tomáš Blažek            | 32 |
| Jaroslav Kudrna         | 20 |
| Martin Filip            | 36 |
| Otakar Janecký          | 29 |
| Tomáš Blažek            | 36 |
| Tomáš Blažek            | 31 |
| Jiří Dopita             | 28 |
| Michal Mikeska          | 34 |
| Michal Mikeska          | 22 |
| Peter Pucher            | 22 |
| Tomáš Rolinek           | 16 |
| Jan Kolář               | 30 |
| Petr Koukal             | 27 |
| Martin Bartek           | 30 |
| Petr Koukal             | 33 |
| Martin Bartek           | 20 |
| Tomáš Nosek             | 25 |
| Lukáš Radil             | 29 |
| Tomáš Marcinko          | 21 |
| Nicholas Charles Schaus | 29 |
| Marek Trončinský        | 30 |
| Rostislav Marosz        | 12 |
| Robert Kousal           | 23 |
| Robert Kousal           | 24 |
| Jan Košťálek            | 33 |
| Lukáš Radil             | 26 |
| Robert Kousal           | 31 |
| Roman Červenka          | 27 |

| Richard Král            | 63 |
| David Pospíšil          | 38 |
| Jaroslav Kudrna         | 30 |
| Tomáš Blažek            | 47 |
| Milan Hejduk            | 43 |
| Jaroslav Kudrna         | 44 |
| Tomáš Blažek            | 49 |
| Petr Sýkora             | 44 |
| Tomáš Blažek            | 51 |
| Radoslav Kropáč         | 47 |
| Jiří Dopita             | 48 |
| Michal Mikeska          | 55 |
| Jan Čaloun              | 39 |
| Petr Sýkora             | 53 |
| Tomáš Rolinek           | 32 |
| Jan Kolář               | 43 |
| Petr Sýkora             | 42 |
| Martin Bartek           | 49 |
| Jan Kolář               | 51 |
| Martin Bartek           | 44 |
| Tomáš Nosek             | 44 |
| Petr Sýkora             | 44 |
| Petr Sýkora             | 34 |
| Nicholas Charles Schaus | 36 |
| Marek Trončinský        | 36 |
| Rostislav Marosz        | 21 |
| Radoslav Tybor          | 33 |
| Anthony Camara          | 35 |
| Robert Říčka            | 47 |
| Lukáš Radil             | 40 |
| Lukáš Sedlák            | 47 |
| Roman Červenka          | 46 |

| David Pospíšil                 | 42  |
| Josef Zajíc                    | 105 |
| Jaroslav Kudrna                | 93  |
| Aleš Píša                      | 70  |
| Jaroslav Kudrna                | 99  |
| Michal Mikeska                 | 124 |
| Jaroslav Kudrna                | 124 |
| Jaroslav Kudrna                | 84  |
| Stanislav Procházka            | 140 |
| Michal Mikeska                 | 97  |
| Ľubomír Pištek                 | 111 |
| Jan Bulis                      | 113 |
| Jan Snopek                     | 104 |
| Jan Snopek                     | 132 |
| Jan Snopek                     | 94  |
| Aleš Píša                      | 95  |
| Jiří Cetkovský                 | 103 |
| Branislav Mezei                | 118 |
| Václav Benák                   | 79  |
| Jiří Vašíček                   | 62  |
| Tomáš Zohorna                  | 104 |
| Jiří Cetkovský                 | 119 |
| Tomáš Marcinko                 | 76  |
| Nicholas Charles Schaus        | 106 |
| Tomáš Rolinek                  | 66  |
| Rhett Holland                  | 97  |
| Rhett Holland                  | 63  |
| Anthony Camara, Jakub Nakládal | 52  |
| Anthony Camara                 | 88  |
| Adam Musil                     | 60  |
| Tomáš Zohorna                  | 35  |
| Michal Houdek                  | 58  |

## Pardubice v evropských soutěžích

### Umístění v jednotlivých ročnících evropských soutěží

#### Stručný přehled
Zdroj:
Legenda: SP - Spenglerův pohár, EHP - Evropský hokejový pohár, EHL - Evropská hokejová liga, SSix - Super six, IIHFSup - IIHF Superpohár, VC - Victoria Cup, HLMI - Hokejová liga mistrů IIHF, ET - European Trophy, HLM - Hokejová liga mistrů, KP – Kontinentální pohár
- EHP 1973/1974 – Finále
- SP 1987 – Základní skupina (5. místo)
- EHP 1987/1988 – Finálová skupina (2. místo)
- EHP 1989/1990 – Semifinálová skupina B (3. místo)
- SSix 2006 – Základní skupina A (2. místo)
- SP 2007 – Základní skupina (4. místo)
- ET 2011 – Zápas o 5. místo (výhra)
- ET 2012 – Východní divize (6. místo)
- ET 2013 – Východní divize (5. místo)
- HLM 2014/2015 – Základní skupina F (4. místo)
- HLM 2015/2016 – Základní skupina E (3. místo)
- HLM 2016/2017 – Základní skupina A (3. místo)
- HLM 2023/2024 – Čtvrtfinále
- SP 2023 – Finále (2. místo)

#### Jednotlivé ročníky
Zdroj:
| Soutěž          | Sezona                              | Základní skupina                    | Základní skupina                    | Základní skupina                    | Základní skupina                    | Základní skupina                    | Základní skupina                    | Základní skupina                    | Základní skupina                    | Základní skupina                    | Základní skupina                    | Základní skupina | Play-off | Celkově |
| Soutěž          | Sezona                              | Skupina                             | U                                   | Z                                   | V                                   | Vp                                  | R                                   | Pp                                  | P                                   | VB                                  | OB                                  | PB | Play-off | Celkově |
| --------------- | ----------------------------------- | ----------------------------------- | ----------------------------------- | ----------------------------------- | ----------------------------------- | ----------------------------------- | ----------------------------------- | ----------------------------------- | ----------------------------------- | ----------------------------------- | ----------------------------------- | --- | --- | ------- |
| PMEZ            |                                     |                                     |                                     |                                     |                                     |                                     |                                     |                                     |                                     |                                     |                                     | | |         |
| 1973/74         | Turnaj proběhl vyřazovacím systémem | Turnaj proběhl vyřazovacím systémem | Turnaj proběhl vyřazovacím systémem | Turnaj proběhl vyřazovacím systémem | Turnaj proběhl vyřazovacím systémem | Turnaj proběhl vyřazovacím systémem | Turnaj proběhl vyřazovacím systémem | Turnaj proběhl vyřazovacím systémem | Turnaj proběhl vyřazovacím systémem | Turnaj proběhl vyřazovacím systémem | Turnaj proběhl vyřazovacím systémem | 1. kolo: HK Jesenice 8:4, 6:2 2. kolo: Vålerenga Oslo 2:1, 11:1 3. kolo: Leksands IF 4:2, 1:3 - 2:1 náj. Semifinále: Tilburg Trappers 7:1, 8:3 Finále: CSKA Moskva 3:2, 1:6 | Stříbrná medaile                                                                                            |         |
| 1987/88         | B                                   | 1.                                  | 3                                   | 3                                   | –                                   | 0                                   | –                                   | 0                                   | 17                                  | 7                                   | 6                                   | Finálová skupina | Stříbrná medaile                                                                                            |         |
| 1987/88         | Fin.                                | 2.                                  | 3                                   | 1                                   | –                                   | 1                                   | –                                   | 1                                   | 8                                   | 6                                   | 3                                   | Finálová skupina | Stříbrná medaile                                                                                            |         |
| 1989/90         | B                                   | 3.                                  | 3                                   | 1                                   | –                                   | 0                                   | –                                   | 2                                   | 11                                  | 14                                  | 2                                   | Bez postupu | X |         |
| Super six       | 2006                                | A                                   | 2.                                  | 2                                   | 1                                   | 0                                   | –                                   | 0                                   | 1                                   | 3                                   | 5                                   | 3 | Bez postupu                                                                                                 | X       |
| European Trophy | 2011                                | Jižní                               | 1.                                  | 8                                   | 4                                   | 1                                   | –                                   | 1                                   | 2                                   | 23                                  | 21                                  | 15 | Čtvrtfinále: EC Red Bull Salzburg 1:2 Klasifikační kolo: Frölunda Indians 5:4 O 5. místo: HC Plzeň 1929 5:3 | 5.      |
| European Trophy | 2012                                | Východní                            | 6.                                  | 8                                   | 3                                   | 0                                   | –                                   | 0                                   | 5                                   | 22                                  | 21                                  | 9 | Bez postupu                                                                                                 | X       |
| European Trophy | 2013                                | Východní                            | 5.                                  | 8                                   | 3                                   | 1                                   | –                                   | 1                                   | 3                                   | 22                                  | 20                                  | 12 | Bez postupu                                                                                                 | X       |
| Liga mistrů     | 2014/15                             | F                                   | 4.                                  | 6                                   | 0                                   | 0                                   | –                                   | 1                                   | 5                                   | 11                                  | 20                                  | 1 | Bez postupu                                                                                                 | X       |
| Liga mistrů     | 2015/16                             | E                                   | 3.                                  | 4                                   | 0                                   | 0                                   | –                                   | 1                                   | 3                                   | 10                                  | 15                                  | 1 | Bez postupu                                                                                                 | X       |
| Liga mistrů     | 2016/17                             | A                                   | 3.                                  | 4                                   | 1                                   | 1                                   | –                                   | 0                                   | 2                                   | 11                                  | 14                                  | 5 | Bez postupu                                                                                                 | X       |

### Celkový přehled výsledků v evropských soutěžích
| Soutěž          | Účasti | Zápasy | Výhry | Vp | Remízy | Pp | Prohry | VB  | OB  | Bilance |
| --------------- | ------ | ------ | ----- | -- | ------ | -- | ------ | --- | --- | ------- |
| PMEZ            | 3      | 19     | 13    | 0  | 1      | 0  | 5      | 89  | 52  | +37     |
| Super six       | 1      | 2      | 1     | 0  | 0      | 0  | 1      | 3   | 5   | −2      |
| European Trophy | 3      | 27     | 12    | 2  | 0      | 2  | 11     | 78  | 71  | +7      |
| Liga mistrů     | 2      | 10     | 0     | 0  | –      | 2  | 8      | 21  | 35  | −14     |
| Celkem          | 9      | 58     | 26    | 2  | 1      | 4  | 25     | 191 | 163 | +28     |

## Individuální trofeje
| Počet                                          | Hráč             | Roky                  |
| ---------------------------------------------- | ---------------- | --------------------- |
| Vítěz kanadského bodování                      |                  |                       |
| 1                                              | Michal Mikeska   | 2004/2005             |
| Nejlepší střelec ligy                          |                  |                       |
| 2                                              | Petr Sýkora      | 2000/2001 • 2006/2007 |
| Nejlepší nahrávač                              |                  |                       |
| 0                                              |                  |                       |
| Nejlepší brankář                               |                  |                       |
| 1                                              | Radovan Biegl    | 1993/1994             |
| 1                                              | Dominik Hašek    | 2009/2010             |
| Nejlepší nováček                               |                  |                       |
| 1                                              | Milan Hejduk     | 1993/1994             |
| Nejproduktivnější obránce                      |                  |                       |
| 1                                              | Nicholas Schaus  | 2016/2017             |
| 1                                              | Marek Trončinský | 2017/2018             |
| 1                                              | Jan Košťálek     | 2021/2022             |
| Nejlepší obránce                               |                  |                       |
| 1                                              | Aleš Píša        | 2000/2001             |
| 1                                              | Jakub Nakládal   | 2009/2010             |
| 1                                              | Jan Kolář        | 2011/2012             |
| Hokejista sezóny                               |                  |                       |
| 1                                              | Petr Sýkora      | 2006/2007             |
| 1                                              | Dominik Hašek    | 2009/2010             |
| 1                                              | Lukáš Sedlák     | 2022/2023             |
| Nejlepší hráč play off                         |                  |                       |
| 1                                              | Aleš Hemský      | 2004/2005             |
| 1                                              | Dominik Hašek    | 2009/2010             |
| 1                                              | Petr Koukal      | 2011/2012             |
| Nejproduktivnější hráč Tipsport ELH (play off) |                  |                       |
| 1                                              | Tomáš Blažek     | 2002/2003             |
| 1                                              | Aleš Hemský      | 2004/2005             |
| 1                                              | Petr Sýkora      | 2006/2007             |
| Nejlepší trenér                                |                  |                       |
| 1                                              | Miloš Říha       | 1996/1997             |
| 1                                              | Václav Sýkora    | 2009/2010             |

## Mistrovská sestava
| Titul | Sezóna    | Hráči |
| ----- | --------- | --- |
| 1.    | 1972/1973 | Brankáři: Jiří Crha • Jan Ráca Obránci: František Panchártek • Horymír Sekera • Karel Vohralík • Pavel Dočkal • Jiří Andrt • Antonín Slavík • Vladimír Bezdíček • Jiří Bačina Útočníci: Vladimír Martinec • Jiří Novák • Bohuslav Šťastný • Stanislav Prýl • František Bulis • Vladimír Veith • Josef Paleček • Martin Pavlíček • Václav Haňka • Milan Hejduk • Radovan Čížek Trenéři: Horymír Sekera • Josef Novák |
| 2.    | 1986/1987 | Brankáři: Dominik Hašek • Michal Kopačka Obránci: Jan Levinský • Stanislav Mečiar • Jiří Seidl • Miloš Hrubeš • Pavel Marek • Petr Prajsler • Martin Střída • Radomír Brázda Útočníci: Jiří Jiroutek • Otakar Janecký • Jiří Šejba • Miroslav Bažant • Zdeněk Čech • Ladislav Dinis • Libor Herold • Evžen Musil • Josef Slavík • Jiří Kovařík • Ondřej Heřman • Ludvík Kopecký • Robert Vršanský • Petr Chlupáč Trenéři: Karel Franěk • Horymír Sekera • Vladimír Martinec                                                               |
| 3.    | 1988/1989 | Brankáři: Dominik Hašek • Libor Barta Obránci: Pavel Marek • Stanislav Mečiar • Jiří Seidl • Robert Vršanský • Martin Střída • Miloš Hrubeš • Jan Filip • Tomáš Srnka • František Panchártek Útočníci: Jiří Kovařík • Jiří Šejba • Evžen Musil • Petr Vršanský • Zdeněk Čech • Ludvík Kopecký • Jiří Jiroutek • Ladislav Lubina • Libor Herold • Jan Czerlinski • Otakar Janecký • Jiří Lupoměský • Richard Král • Petr Koreček • Radim Haupt Trenéři: Vladimír Martinec • Bohuslav Šťastný                                               |
| 4.    | 2004/2005 | Brankáři: Ján Lašák • Jaroslav Kameš Obránci: David Havíř • Andrej Novotný • Jan Snopek • Petr Čáslava • Michal Rozsíval • Petr Mudroch • Tomáš Pácal • Tomáš Linhart Útočníci: Aleš Hemský • Petr Průcha • Jan Bulis • Michal Mikeska • Milan Hejduk • Petr Koukal • Tomáš Blažek • Tomáš Divíšek • Petr Sýkora • Lubomír Korhoň • Jiří Dopita • Tomáš Rolinek • Lubomír Pištek • Michal Tvrdík • Jan Kolář Trenéři: František Výborný • Vladimír Martinec • Jiří Šejba                                                                  |
| 5.    | 2009/2010 | Brankáři: Dominik Hašek • Vladislav Koutský • Martin Růžička • Filip Landsman Obránci: David Havíř • Jeff Jillson • Václav Kočí • Aaron MacKenzie • Kevin Mitchell • Jakub Nakládal • Aleš Píša • Petr Mocek • Marek Zukal • Robert Krejnus • Marek Drtina • Jan Kolář Útočníci: Jan Buchtele • Jiří Cetkovský • Jan Kolář • Adam Pineault • Libor Pivko • Daniel Rákos • Radovan Somík • Rastislav Špirko • Tomáš Zohorna • Lukáš Pilař • Petr Koukal • Lukáš Nahodil • Lukáš Radil • Robert Kousal Trenéři: Václav Sýkora • Jan Votruba |
| 6.    | 2011/2012 | Brankáři: Martin Růžička • Dušan Salfický Obránci: Václav Benák • Casey Borer • Marek Drtina • David Havíř • Jan Klobouček • Václav Kočí • Jan Kolář • Aleš Píša • Vladimír Sičák Útočníci: Martin Bartek • Jan Buchtele • Jiří Cetkovský • Corey Elkins • Jan Kolář • Robert Kousal • Jaroslav Markovič • Lukáš Nahodil • Lukáš Radil • Daniel Rákos • Petr Koukal • Jan Semorád • Radovan Somík • Jan Starý • Martin Šagát • Tomáš Zohorna Trenéři: Pavel Hynek • Ladislav Lubina                                                       |